# Liste der Biografien/Spr
Liste der Biografien |
Portal Biografien |
Personensuche
# |
A |
B |
C |
D |
E |
F |
G |
H |
I |
J |
K |
L |
M |
N |
O |
P |
Q |
R |
S |
T |
U |
V |
W |
X |
Y |
Z |
?
 
Sa |
Sb |
Sc |
Sd |
Se |
Sf |
Sg |
Sh |
Si |
Sj |
Sk |
Sl |
Sm |
Sn |
So |
Sp |
Sq |
Sr |
Ss |
St |
Su |
Sv |
Sw |
Sy |
Sz
 
Spa |
Spe |
Sph |
Spi |
Spl |
Spo |
Spr |
Spu |
Spy
Die Liste der Biografien führt alle Personen auf, die in der deutschsprachigen Wikipedia einen Artikel haben. Dieses ist eine Teilliste mit 636 Einträgen von Personen, deren Namen mit den Buchstaben „Spr“ beginnt.

## Spr

### Spra
- Spracklen, Dan, amerikanischer Informatiker und Computerschachpionier
- Spracklen, Kathe, amerikanische Informatikerin und Computerschachpionierin
- Spradley, Douglas (* 1966), US-amerikanischer Basketballspieler
- Spradlin, G. D. (1920–2011), US-amerikanischer Schauspieler
- Spradling, Allan C. (* 1949), US-amerikanischer Embryologe und Genetiker
- Sprado, Hans-Hermann (1956–2014), deutscher Journalist und Autor
- Spragg, James (* 1987), britischer Straßenradrennfahrer
- Spragga Benz (* 1969), jamaikanischer Dancehall-Musiker
- Spraggan, Lucy (* 1991), englische Singer-SongwriterinLucy Spraggan (* 1991)

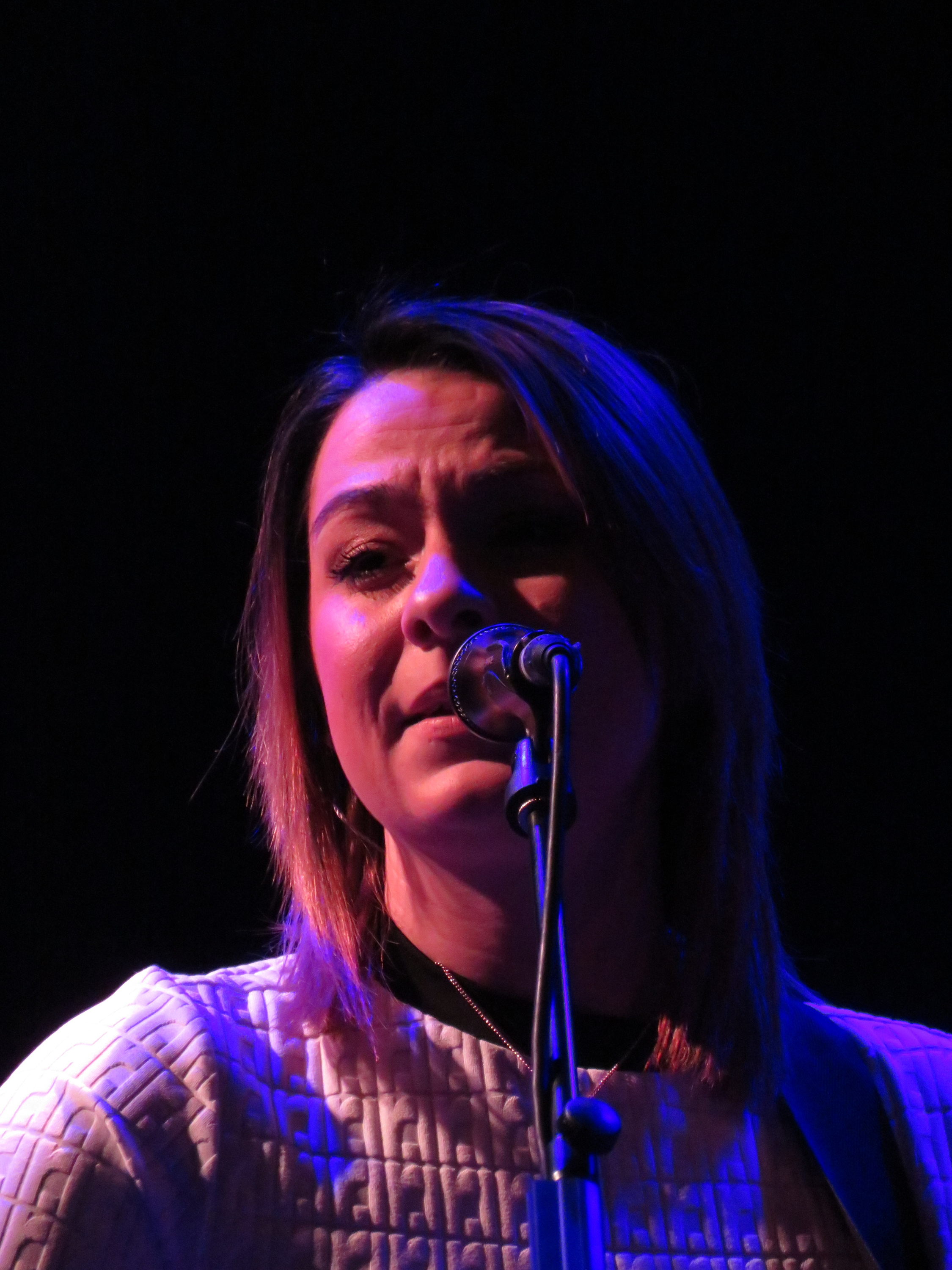
Lucy Spraggan (* 1991)

- Spragge, Edward († 1673), irischer Freibeuter und später Admiral der Royal Navy
- Spraggett, Kevin (* 1954), kanadischer Schachspieler
- Spraggins, DeUndrae (* 1983), US-amerikanischer Basketballspieler
- Spraggon, Daniel Martin (1912–1985), britischer römisch-katholischer Priester, Apostolischer Präfekt der Falklandinseln oder Malwinen
- Spragins, Robert L. (1890–1964), US-amerikanischer Offizier, Generalmajor der US Army
- Sprague, Achsa W. (1827–1862), US-amerikanische Spritistin und Dichterin
- Sprague, Carl T. (1895–1979), US-amerikanischer Cowboy und Sänger
- Sprague, Chandler (1886–1955), US-amerikanischer Drehbuchautor, Filmregisseur und Filmproduzent
- Sprague, Charles (1791–1875), US-amerikanischer Dichter
- Sprague, Charles (1887–1969), US-amerikanischer Politiker
- Sprague, Charles F. (1857–1902), US-amerikanischer Politiker
- Sprague, Clifton (1896–1955), US-amerikanischer Marineoffizier zur Zeit des Zweiten Weltkrieges
- Sprague, Erik (* 1972), US-amerikanischer Fakir und KörperkünstlerErik Sprague (* 1972)

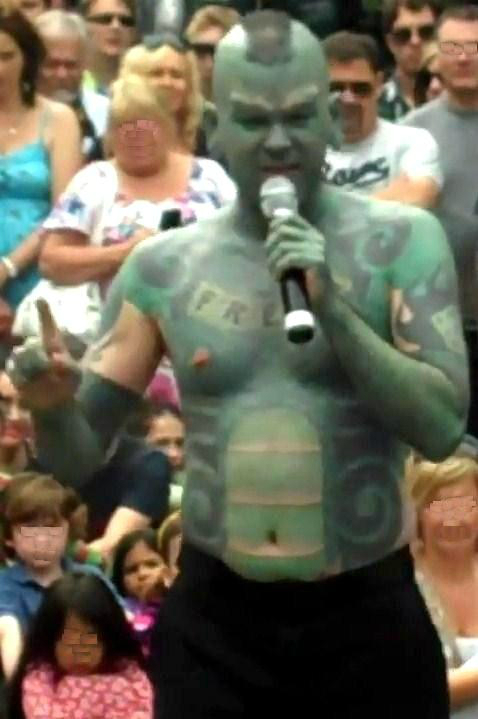
Erik Sprague (* 1972)

- Sprague, Frank Julian (1857–1934), US-amerikanischer Marineoffizier und Erfinder
- Sprague, G. M., US-amerikanischer Filmtechniker
- Sprague, H. Y. (1909–1991), US-amerikanischer Rancher und Politiker
- Sprague, Jack (* 1964), US-amerikanischer NASCAR-Rennfahrer
- Sprague, Joseph (* 1939), US-amerikanischer Geistlicher und emeritierter methodistischer Bischof
- Sprague, Ken (* 1945), US-amerikanischer Bodybuilder, Model, Pornodarsteller und Lehrer
- Sprague, Peleg (1756–1800), englisch-amerikanischer Politiker
- Sprague, Peleg (1793–1880), US-amerikanischer Jurist und Politiker
- Sprague, Roland (1894–1967), deutscher Mathematiker
- Sprague, Thomas Archibald (1877–1958), englischer Botaniker
- Sprague, Thomas L. (1894–1972), Admiral der United States Navy während des Zweiten Weltkriegs
- Sprague, William (1799–1856), US-amerikanischer Politiker
- Sprague, William (1809–1868), US-amerikanischer Pfarrer und Politiker im US-Bundesstaat Michigan
- Sprague, William (1830–1915), US-amerikanischer Politiker und Gouverneur des Bundesstaates Rhode Island (1860–1863)
- Sprague, William P. (1827–1899), US-amerikanischer Politiker
- Sprake, Gary (1945–2016), walisischer Fußballtorwart
- Sprakehaug, Silje (* 1991), norwegische Skispringerin
- Sprandel, Anselm (* 1959), deutscher politischer Beamter (Bündnis 90/Die Grünen)
- Sprandel, Jakob Friedrich (1828–1895), Arzt und Geburtshelfer
- Sprandel, Rolf (1931–2018), deutscher Historiker
- Sprandl, Eduard (1822–1894), deutscher Verwaltungsbeamter
- Sprang, Dick (1915–2000), US-amerikanischer Comiczeichner
- Sprang, Friedrich (1932–2017), deutscher Jurist und Richter am Bundessozialgericht
- Sprang, Max (* 2000), deutscher Fußballspieler
- Sprang, Niki van (* 1993), niederländischer Ruderer
- Sprangalang (1948–2020), trinidadischer Komiker, Radiomoderator, Schauspieler und Musiker
- Spranger, Arnd (* 1969), deutscher Fußballspieler
- Spranger, Bartholomäus (1546–1611), holländischer Maler
- Spranger, Carl-Dieter (* 1939), deutscher Politiker (CSU), MdB
- Spranger, Eduard (1882–1963), deutscher Pädagoge, Psychologe, Philosoph
- Spranger, Fritz, deutscher Fußballschiedsrichter
- Spranger, Günter (1921–1992), deutscher Schriftsteller
- Spranger, Iris (* 1961), deutsche Politikerin (SPD), MdAIris Spranger (* 1961)

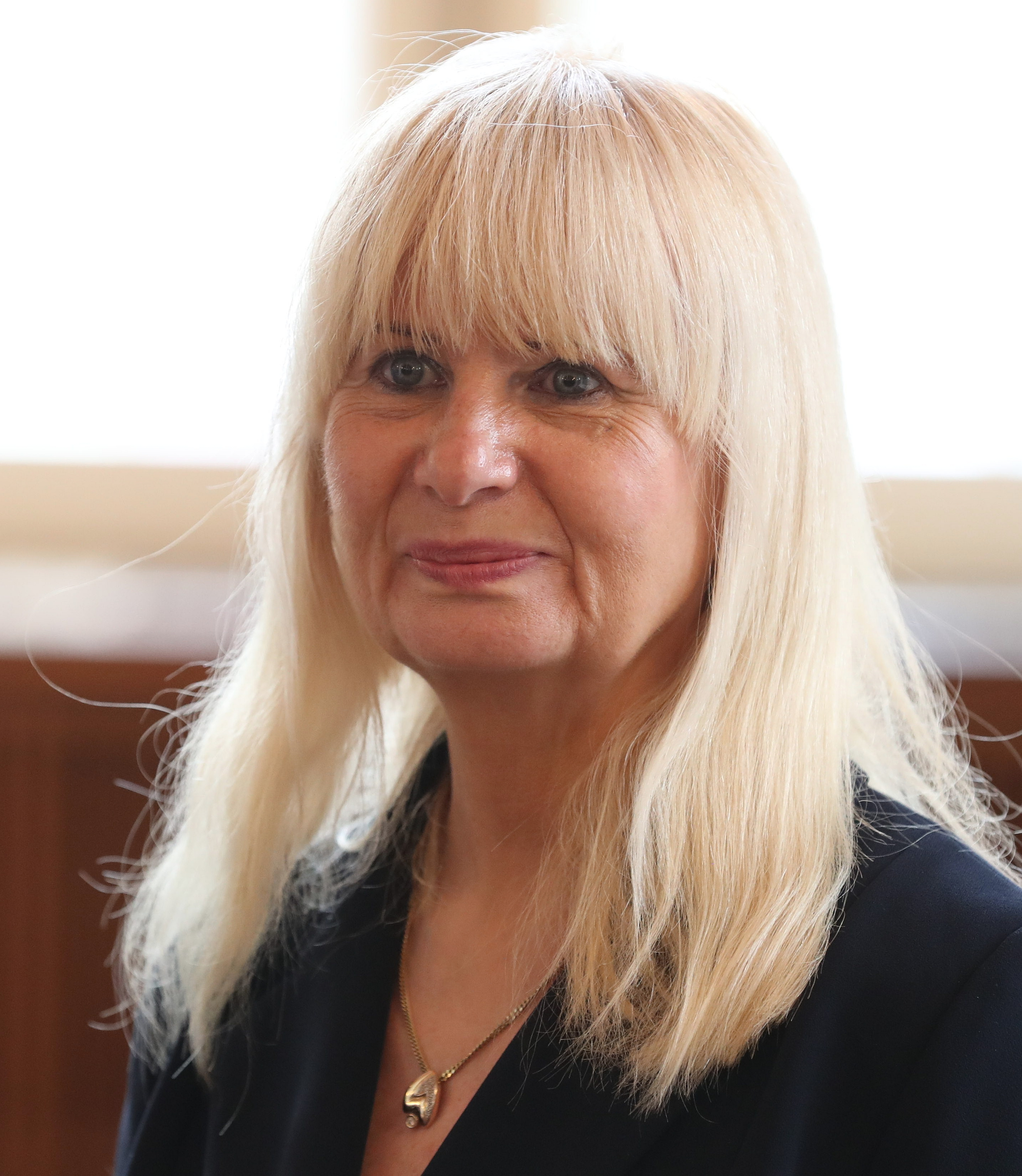
Iris Spranger (* 1961)

- Spranger, Joachim (* 1970), deutscher Internist, Endokrinologe und Hochschullehrer
- Spranger, Jörg (1911–2008), deutscher Komponist
- Spranger, Jürgen (1931–2025), deutscher Pädiater
- Spranger, Peter (1926–2013), deutscher Historiker und Gymnasiallehrer
- Spranger, Roland (* 1963), deutscher Autor, Schauspieler und Regisseur
- Spranger, Tade Matthias (* 1971), deutscher Jurist
- Sprangers, Kika (* 1994), niederländische Jazzmusikerin (Saxophon, Komposition)
- Sprangers, Marc (* 1963), belgischer Radrennfahrer
- Sprangers, Willy (* 1954), belgischer Radrennfahrer
- Sprangle, Phillip (* 1944), US-amerikanischer Physiker
- Sprangler, Sven (* 1995), österreichisch-tschechischer Fußballspieler
- Spranz, Bodo (1920–2007), deutscher Offizier, Ritterkreuzträger und Altamerikanist
- Sprat, Thomas († 1713), englischer Autor und Bischof von Rochester
- Sprater, Friedrich (1884–1952), deutscher Prähistoriker
- Spratlan, Lewis (1940–2023), US-amerikanischer Komponist und Hochschullehrer
- Spratlen, Patricia (* 1956), US-amerikanische Ruderin
- Spratling, Tony (* 1930), britischer Kameramann
- Spratt, Amanda (* 1987), australische Radrennfahrerin
- Spratt, Isaac (1799–1876), englischer Sachbuchautor und Spielwarenhändler
- Spratt, James (1771–1853), britischer Offizier
- Spratt, John (1942–2024), US-amerikanischer Politiker
- Spratt, Michael Joseph (1854–1938), römisch-katholischer Geistlicher und Erzbischof von Kingston
- Spratt, Thomas Abel Brimage (1811–1888), britischer Geologe
- Spratte, Johann (1901–1991), deutscher Lyriker, Schriftsteller, Karikaturist und Grafiker
- Sprauer, Ludwig (1884–1962), deutscher Mediziner und badischer Medizinalbeamter
- Spraul, Gunter (* 1944), deutscher Lehrer und Historiker
- Spraul, Hildegard (* 1941), deutsche Slawistin
- Spraul, Katharina (* 1980), deutsche Betriebswirtin und Hochschullehrerin
- Sprave, Ewald (1902–1984), deutscher Kommunalpolitiker (SPD)
- Sprave, Jörg (* 1965), deutscher WebvideoproduzentJörg Sprave (* 1965)

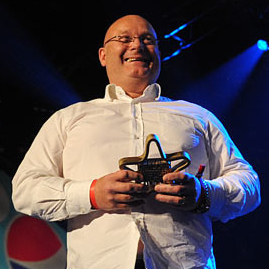
Jörg Sprave (* 1965)

- Sprawe, Marion (* 1956), deutsche Rockmusikerin, Sängerin, Komponistin und Texterin
- Sprayberry, Dylan (* 1998), US-amerikanischer Schauspieler

### Spre
- Spreafico, Ambrogio (* 1950), italienischer Bibelwissenschaftler, ehemaliger Rektor der Urbaniana, emeritierter römisch-katholischer Bischof von Frosinone-Veroli-Ferentino sowie von Anagni-Alatri
- Spreafico, Serafino Faustino (* 1939), italienischer Ordensgeistlicher, emeritierter Bischof von Grajaú
- Sprecakovic, Kristian (1978–2022), deutscher Fußballspieler
- Sprecher von Bernegg, Andreas (1871–1951), Schweizer Pflanzenbauwissenschaftler und Fachautor
- Sprecher von Bernegg, Anton Adolf Christoph (1849–1915), deutscher Reichsgerichtsrat
- Sprecher von Bernegg, Arthur Heinrich (1852–1912), Schweizer General der Infanterie in österreichisch-ungarischen Diensten
- Sprecher von Bernegg, Hermann (1843–1902), Schweizer Politiker
- Sprecher von Bernegg, Jakob (1756–1822), niederländischer Generalmajor und Adliger
- Sprecher von Bernegg, Johann Andreas (1811–1862), Schweizer Politiker
- Sprecher von Bernegg, Salomon (1697–1758), k.k. General der Artillerie und Landammann von Davos
- Sprecher, Andreas (* 1944), Schweizer Skirennfahrer
- Sprecher, Carl (1868–1938), Schweizer Elektroingenieur und Unternehmer
- Sprecher, Claudio (* 1980), liechtensteinischer Skirennläufer
- Sprecher, Drexel A. (1913–2006), US-amerikanischer Ankläger bei den Nürnberger Prozessen.
- Sprecher, Ewald (1922–2017), deutscher pharmazeutischer Biologe
- Sprecher, Fortunat (1585–1647), Bündner Jurist, Gesandter im Veltlin und Chronist
- Sprecher, Georg (1813–1854), Schweizer reformierter Geistlicher
- Sprecher, Johann Andreas von (1819–1882), Schweizer Beamter, Redaktor, Historiker und Autor
- Sprecher, Johann Dietrich (1674–1727), deutscher Orientalist und Hochschullehrer
- Sprecher, Jörg (1907–1997), Schweizer Militär
- Sprecher, Margrit (* 1936), Schweizer Journalistin, Reporterin und AutorinMargrit Sprecher (* 1936)

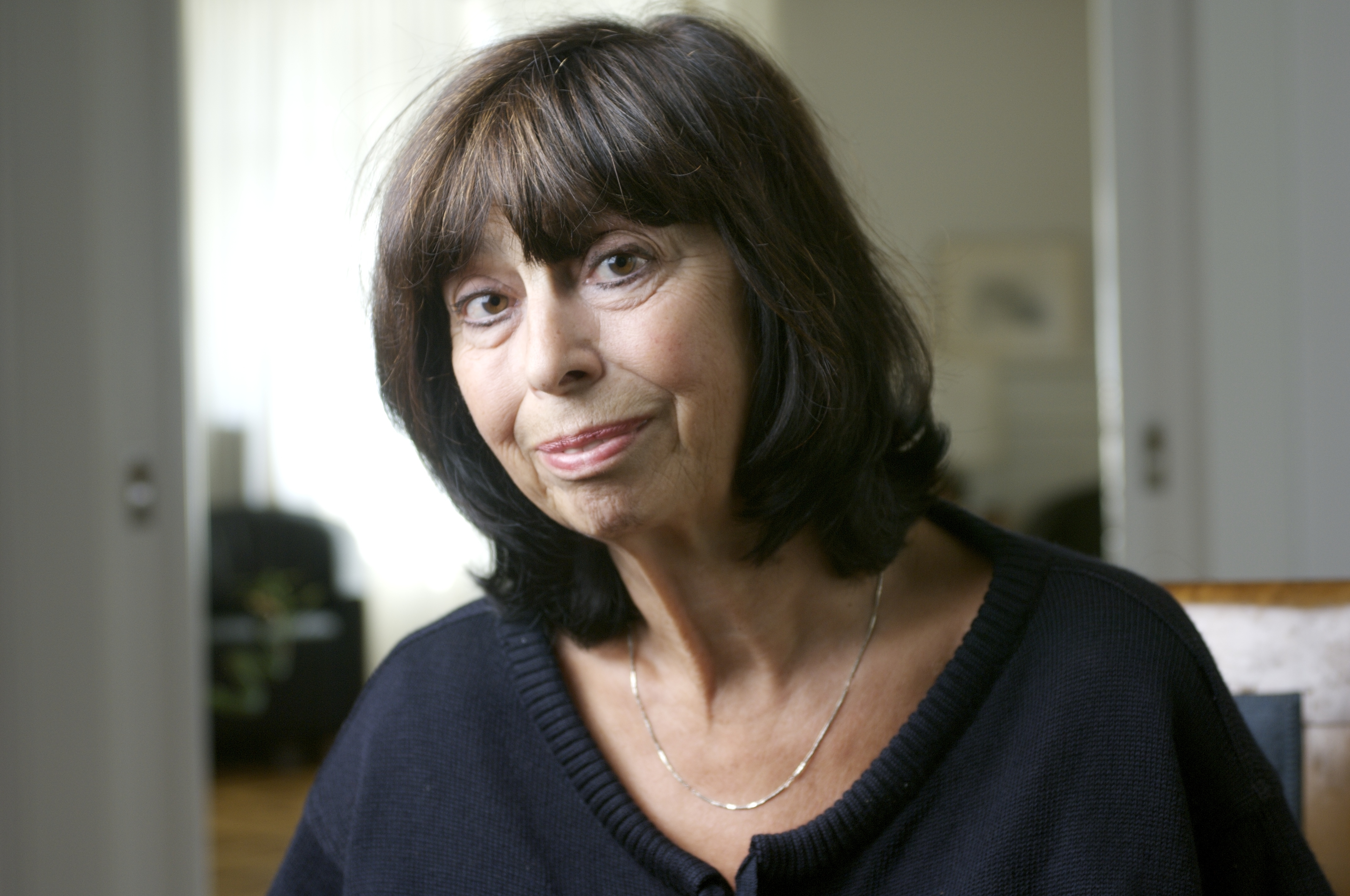
Margrit Sprecher (* 1936)

- Sprecher, Pierre (1921–2003), französischer Zehnkämpfer und Speerwerfer
- Sprecher, Susan (* 1955), US-amerikanische Hochschullehrerin, Professorin für Soziologie und Anthropologie
- Sprecher, Thomas (* 1957), schweizerischer germanistischer Literaturwissenschaftler
- Spreckels, Claus (1828–1908), US-amerikanischer Zuckerfabrikant
- Spreckelsen, Albert von (1873–1951), deutscher Richter und Politiker, MdBB
- Spreckelsen, Hartwig von (1624–1680), deutscher Jurist, Hamburger Ratsherr und Amtmann in Ritzebüttel
- Spreckelsen, Hein (1934–2023), deutscher evangelischer Theologe und Landessuperintendent
- Spreckelsen, Heinrich von († 1604), Hamburger Ratsherr
- Spreckelsen, Joachim von (1636–1707), Hamburger Oberalter, Ratsherr und Amtmann in Ritzebüttel
- Spreckelsen, Johan Otto von (1929–1987), dänischer Architekt
- Spreckelsen, Johann Heinrich von (1691–1764), deutscher Jurist und Hamburger Ratssekretär
- Spreckelsen, Johann Peter von (1722–1795), deutscher Jurist und Hamburger Ratsherr
- Spreckelsen, Johann von († 1517), Hamburger Ratsherr und Bürgermeister
- Spreckelsen, Johann von († 1560), Hamburger Oberalter
- Spreckelsen, Johann von (1607–1684), deutscher Kaufmann und Hamburger Ratsherr
- Spreckelsen, Lucas von (1602–1659), Hamburger Ratsherr
- Spreckelsen, Lucas von (1691–1751), deutscher Jurist, Ratsherr und Bürgermeister von Hamburg
- Spreckelsen, Peter von († 1553), deutscher Jurist, Ratsherr und Bürgermeister in Hamburg
- Spreckelsen, Peter von († 1630), Hamburger Oberalter und Ratsherr
- Spreckelsen, Peter von (1613–1665), Hamburger Oberalter
- Spreckelsen, Tilman (* 1967), deutscher Redakteur, Autor und HerausgeberTilman Spreckelsen (* 1967)

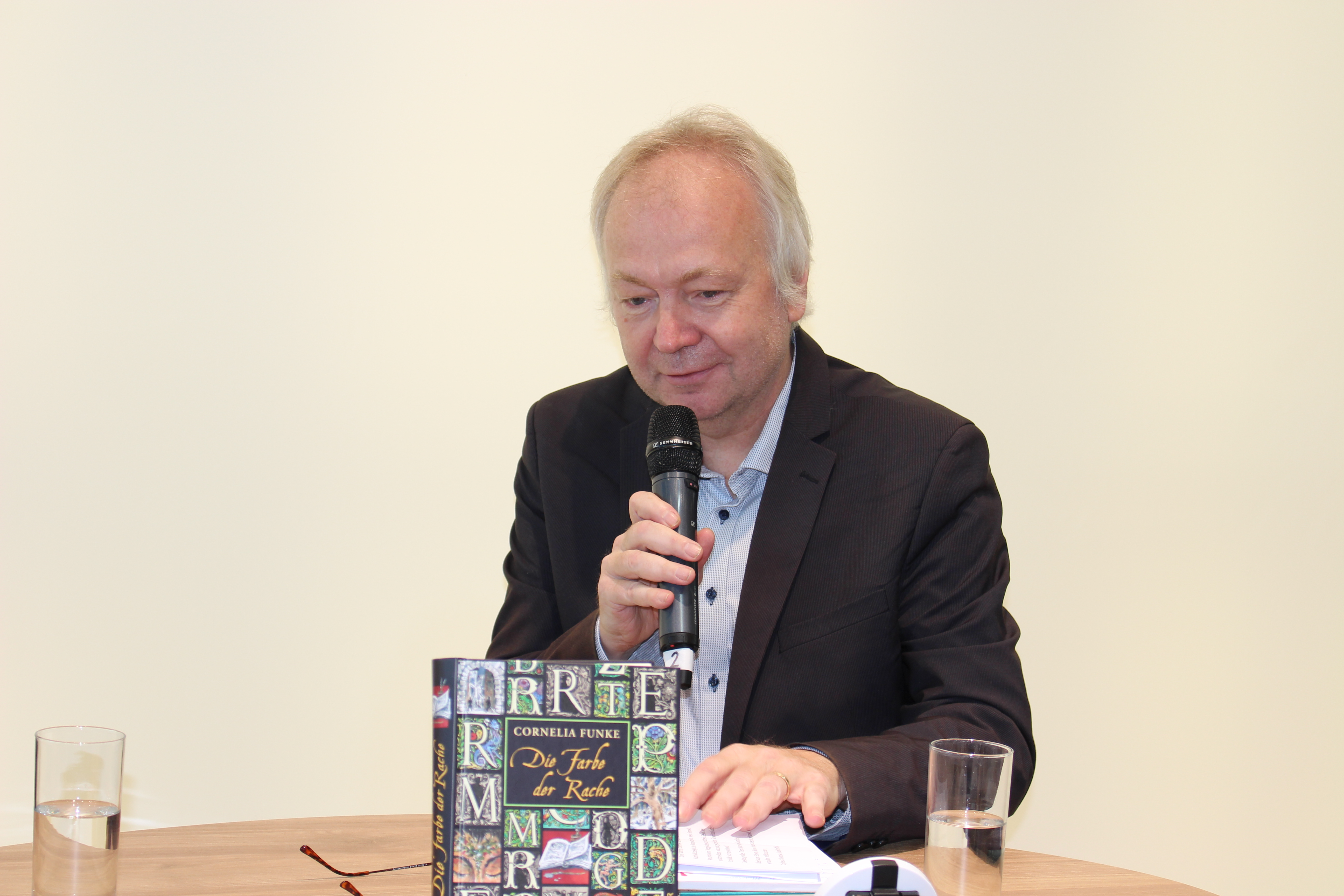
Tilman Spreckelsen (* 1967)

- Spreckelsen, Vincent von († 1609), Hamburger Oberalter
- Spree, Eberhard (* 1960), deutscher Kontrabassist, Musikhistoriker und Autor
- Spree, Lothar (1942–2013), deutscher Filmregisseur, Autor, Produzent und Hochschuldozent
- Spree, Reinhard (* 1941), deutscher Wirtschafts- und Sozialhistoriker
- Spree, Titus (* 1966), deutscher Urbanist und Künstler
- Spreen, Dierk (* 1965), deutscher Soziologe
- Spreen, Wolfgang (* 1955), deutscher Politiker
- Spreer, Stefan (* 1957), deutscher Kameramann
- Spreeuwen, Jacob van (* 1611), holländischer Maler
- Sprega, Ernesto (1829–1911), italienischer Maler
- Spregelburd, Rafael (* 1970), argentinischer Dramatiker
- Sprehe, Heike (* 1961), deutsche Politikerin (SPD), MdBB
- Sprehe, Jan (* 1985), deutscher Springreiter
- Sprehe, Jörne (* 1983), deutsche Springreiterin
- Sprehn, Curt (1892–1976), deutscher Veterinär und Hochschullehrer an der Universität Leipzig
- Spreiter, Thomas (1865–1944), deutscher römisch-katholischer Bischof
- Spreitler, Taylor (* 1993), US-amerikanische Schauspielerin und früheres ModelTaylor Spreitler (* 1993)

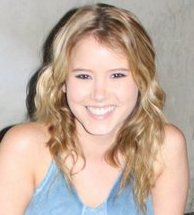
Taylor Spreitler (* 1993)

- Spreitzer, Hans (1897–1973), österreichischer Geograph
- Spreitzer, Jörg (* 1967), deutscher Handballspieler
- Spreitzer, Nina (* 1998), slowenische Handballspielerin
- Spreitzhofer, Eva (* 1967), österreichische Schauspielerin und Drehbuchautorin
- Sprekelmeyer, Luis (* 2002), deutscher Fußballspieler
- Sprekels, Jürgen (* 1948), deutscher Mathematiker
- Sprekels, Wolfgang (1944–2023), deutscher Zahnarzt, Präsident der Zahnärztekammer Hamburg
- Šprem, Boris (1956–2012), kroatischer Politiker (SDP)
- Šprem, Goran (* 1979), kroatischer Handballspieler
- Šprem, Karolina (* 1984), kroatische Tennisspielerin
- Šprem, Lovro (* 1990), kroatischer Handballspieler
- Spremann, Klaus (* 1947), deutsch-schweizerischer Wirtschaftswissenschaftler
- Spremberg, Hans-Joachim (1943–1978), deutscher Bildreporter
- Spremberg, Joachim (1908–1975), deutscher Ruderer, Olympiasieger
- Spremberg, Roland, deutscher Musikproduzent, Mixer und Songwriter
- Spremberg, Stefano (* 1965), italienischer Ruderer
- Špremo, Milana (* 1991), serbische Tennisspielerin
- Spreng, Alexander (* 1972), deutscher Sänger und ComicszenaristAlexander Spreng (* 1972)

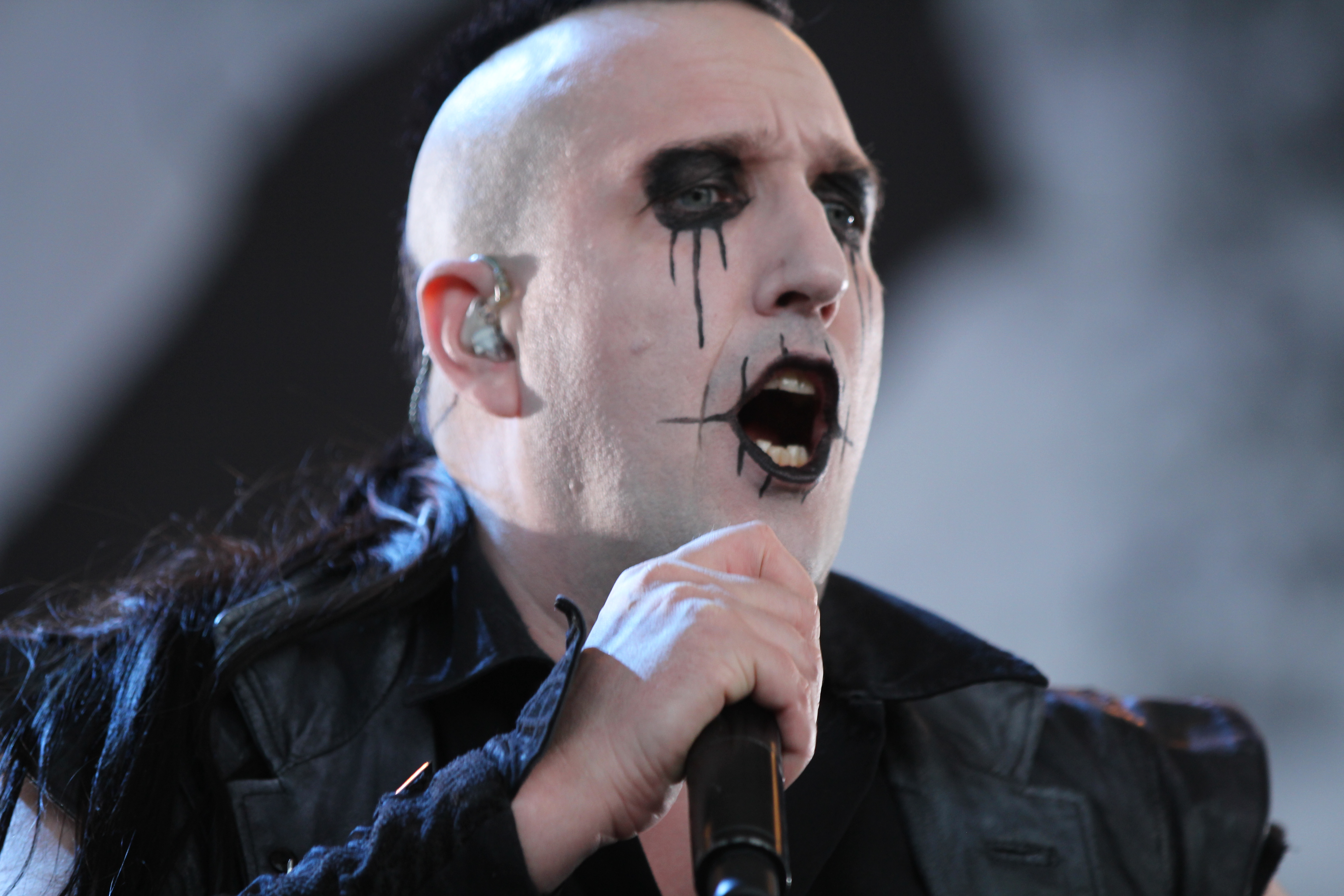
Alexander Spreng (* 1972)

- Spreng, Blasius (1913–1987), deutscher Maler, Bildhauer, Glasmaler und Mosaizist
- Spreng, Emil (1824–1864), deutscher Ingenieur
- Spreng, Johann (1524–1601), Augsburger Meistersinger und Mitglied der dortigen Sängerschule
- Spreng, Johann Jacob (1699–1768), Schweizer Sprachwissenschaftler
- Spreng, Karl (1904–1982), deutscher Jurist, Richter am deutschen Bundesgerichtshof (1956–1972)
- Spreng, Liselotte (1912–1992), Schweizer Frauenrechtlerin und erste Nationalrätin des Kantons Freiburg
- Spreng, Michael (1948–2020), deutscher JournalistMichael Spreng (1948–2020)

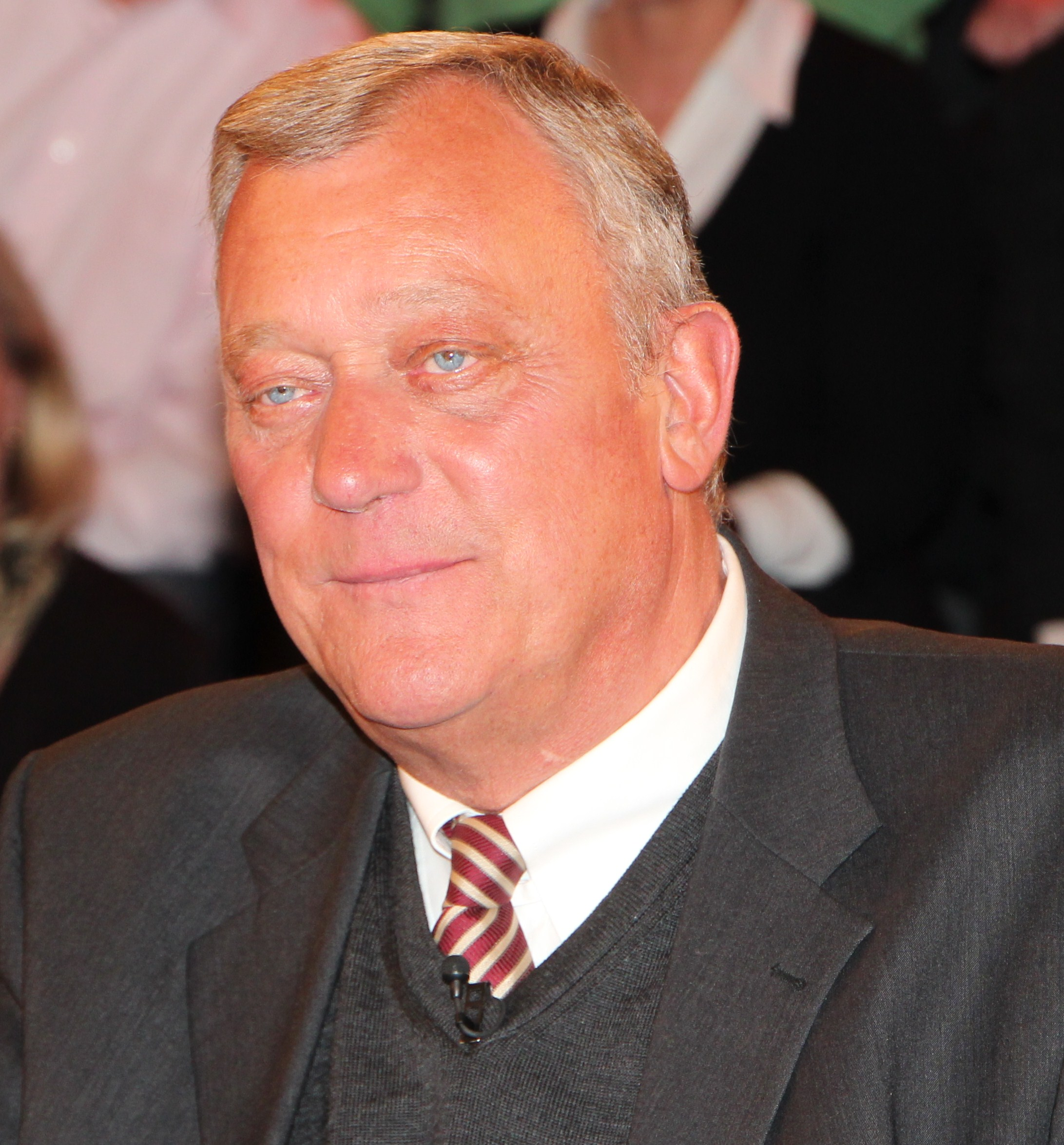
Michael Spreng (1948–2020)

- Spreng, Orlando (1908–1950), Schweizer Schriftsteller
- Spreng, Robert (1890–1969), Schweizer Photograph
- Spreng, Rudolf (1905–1970), deutscher politischer Beamter
- Spreng, Sebastian (* 1956), argentinischer Künstler und Musik-Journalist
- Sprengel, Albert (1811–1854), deutscher Richter, Mitglied der Frankfurter Nationalversammlung
- Sprengel, Anton (1803–1850), deutscher Botaniker und Paläontologe
- Sprengel, Auguste (1847–1934), deutsche Erzieherin und Begründerin der deutschen Frauenschulbewegung
- Sprengel, Bernhard (1899–1985), deutscher Schokoladenfabrikant und Kunstmäzen
- Sprengel, Carl (1787–1859), deutscher Ökonomierat, Landwirt, Professor, Fabrikant und Schriftsteller
- Sprengel, Christian Konrad (1750–1816), deutscher Theologe und Naturkundler
- Sprengel, Clementine (1849–1919), deutsche Schriftstellerin
- Sprengel, Hermann (1834–1906), deutscher Chemiker und Physiker
- Sprengel, Johann Georg (1863–1947), deutscher Pädagoge
- Sprengel, Kurt (1766–1833), deutscher Botaniker und Mediziner
- Sprengel, Matthias Christian (1746–1803), deutscher Geograph und Polyhistor
- Sprengel, Otto (1852–1915), deutscher Chirurg und Hochschullehrer
- Sprengel, Peter (* 1949), deutscher Germanist
- Sprengel, Rita (1907–1993), deutsche Juristin und Widerstandskämpferin gegen den Nationalsozialismus
- Sprengel, Theodor Albert (1832–1900), deutsch-baltischer Maler der Düsseldorfer Schule, Übersetzer, Schriftsteller, Kunstkritiker und Kunstlehrer
- Sprengel, Wilhelm (1792–1828), deutscher Chirurg und Hochschullehrer
- Sprengepiel, Lambert, Rittmeister im Dreißigjährigen Krieg und Sagengestalt in Vechta
- Sprenger, Aloys (1813–1893), österreichischer OrientalistAloys Sprenger (1813–1893)

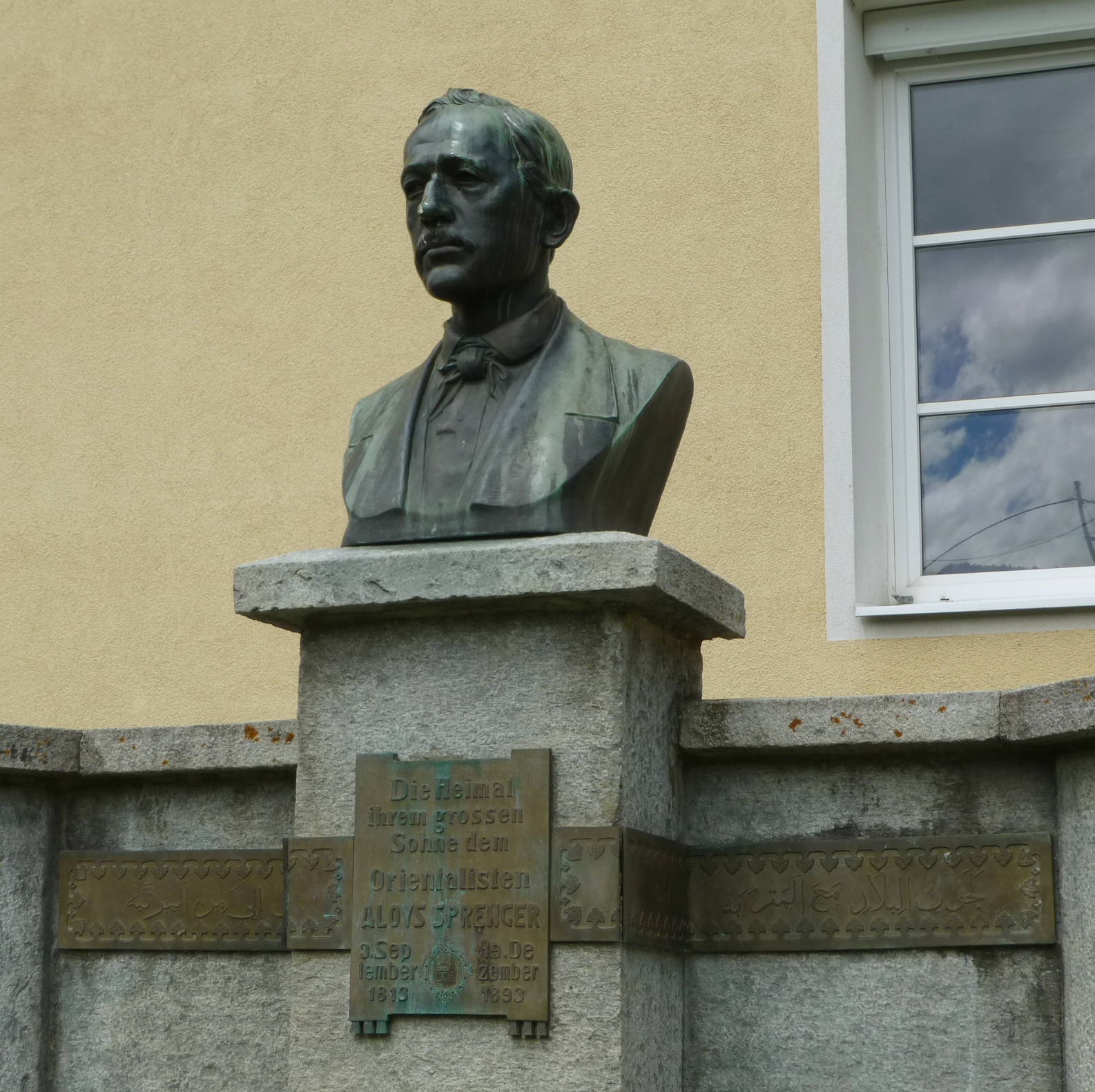
Aloys Sprenger (1813–1893)

- Sprenger, Andreas (1899–1968), österreichischer Politiker (ÖVP), Landtagsabgeordneter und Landesrat
- Sprenger, Balthasar, Tiroler Afrika- und Indienreisender im Auftrag des Augsburger Handelshauses Welser
- Sprenger, Balthasar (1724–1791), deutscher lutherischer Geistlicher und Agrarwissenschaftler
- Sprenger, Bertold (* 1939), deutscher Politiker (CDU), MdL
- Sprenger, Carl Eugen (1903–1965), deutscher Verwaltungsjurist
- Sprenger, Charlotte (* 1990), deutsche Theaterregisseurin
- Sprenger, Christian, deutscher Fernsehmoderator
- Sprenger, Christian (* 1968), deutscher Flötist
- Sprenger, Christian (* 1976), deutscher Komponist, Musiker, Professor und Verleger im Bereich Blasmusik
- Sprenger, Christian (* 1983), deutscher Handballspieler und -trainerChristian Sprenger (* 1983)

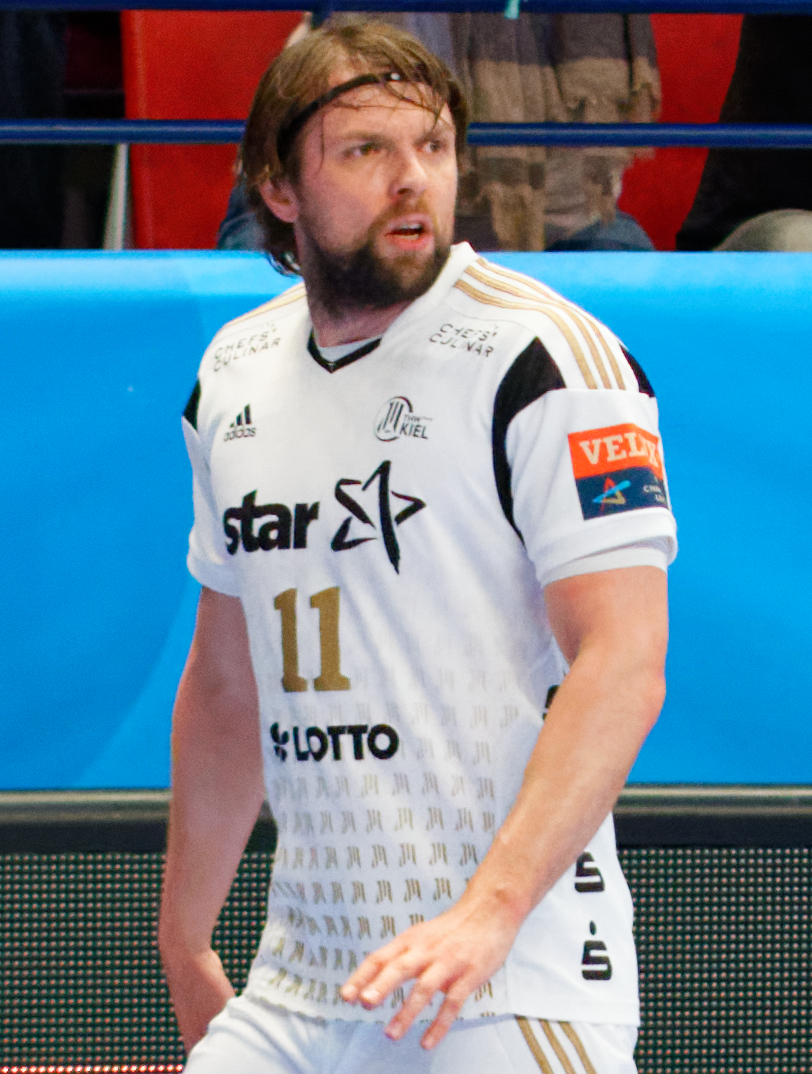
Christian Sprenger (* 1983)

- Sprenger, Christian (* 1985), australischer Schwimmer
- Sprenger, Claudia (* 1958), liechtensteinische Skilangläuferin
- Sprenger, Erich (* 1954), liechtensteinischer Politiker (VU)
- Sprenger, Gerhard (1929–1997), deutscher Politiker (SPD), MdL
- Sprenger, Guido (* 1967), deutscher Ethnologe
- Sprenger, Hans (* 1948), deutscher Fußballspieler
- Sprenger, Heinrich (1803–1878), deutscher Jurist und Politiker
- Sprenger, Herbert (* 1951), deutscher Fußballspieler
- Sprenger, Jakob (1435–1495), Koautor von Hexenhammer
- Sprenger, Jakob (1872–1951), Schweizer vierter Cifal der Volapük-Bewegung
- Sprenger, Jakob (1884–1945), deutscher Politiker (NSDAP), MdR
- Sprenger, Jan Michael (* 1982), deutscher Schachspieler und Philosoph
- Sprenger, Jean (1912–1980), deutscher Bildhauer
- Sprenger, Johann Peter (1798–1875), preußischer Landrat
- Sprenger, Johannes (1905–1974), deutsches Todesopfer an der Berliner Mauer
- Sprenger, Joseph (1877–1951), deutscher Politiker (Zentrum), MdL
- Sprenger, Juliane (* 1977), deutsche Leichtathletin
- Sprenger, Karl (1846–1917), deutscher Botaniker und kaiserlicher Gartenmeister
- Sprenger, Kristina (* 1976), österreichische SchauspielerinKristina Sprenger (* 1976)

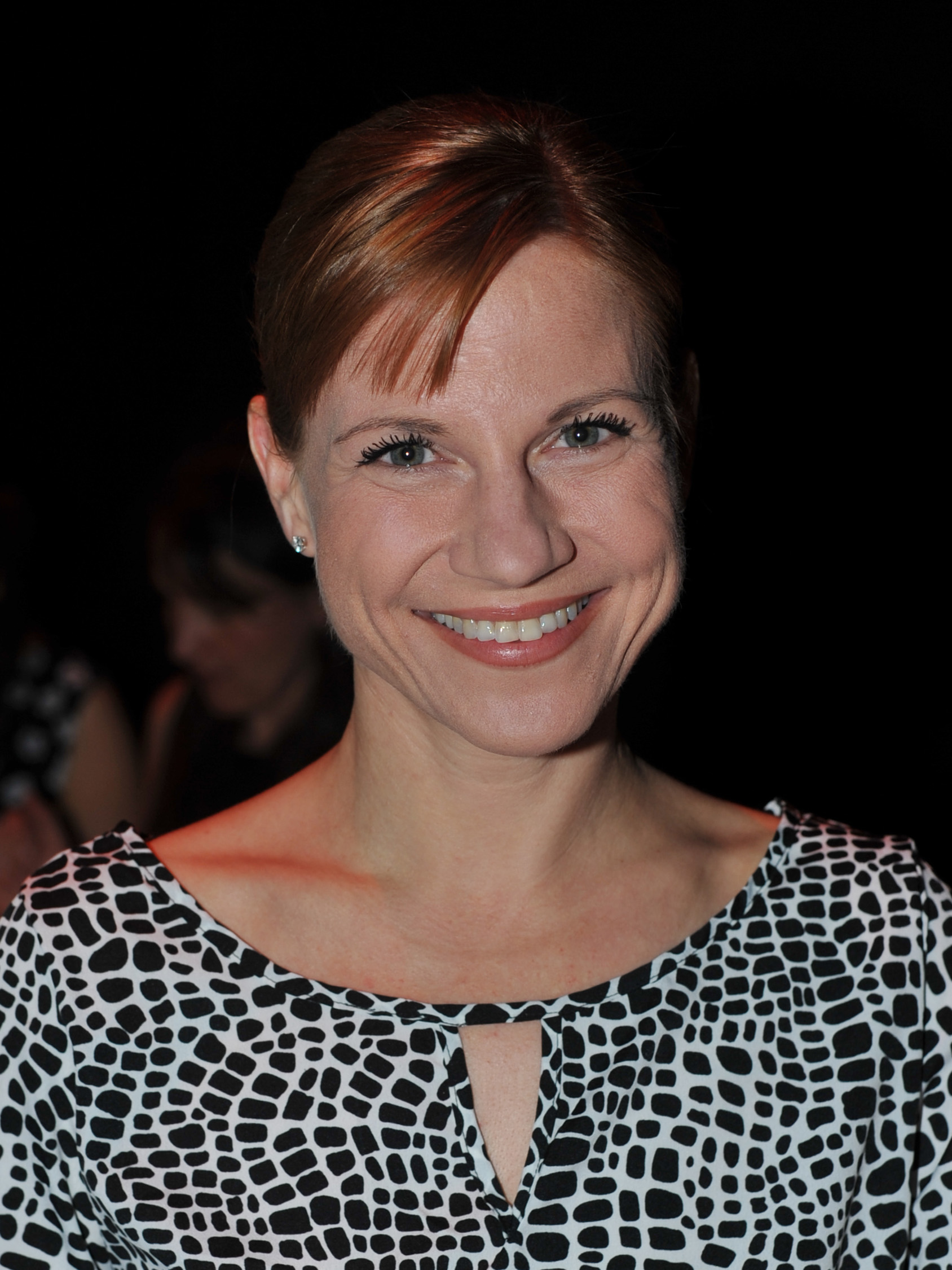
Kristina Sprenger (* 1976)

- Sprenger, Liv (1936–2022), österreichische Politikerin (ÖVP), Landtagsabgeordnete von Vorarlberg
- Sprenger, Ludwig (1971–2019), italienischer Skirennläufer
- Sprenger, Maja (1944–1976), deutsche Archäologin
- Sprenger, Martin (* 1963), österreichischer Mediziner
- Sprenger, Max (* 2000), deutscher Autor
- Sprenger, Michael-Hubertus von (* 1940), deutscher Jurist und Rechtsanwalt
- Sprenger, Moritz (* 1995), deutscher Fußballspieler
- Sprenger, Nicholas (* 1985), australischer Schwimmer
- Sprenger, Otto (1917–2006), deutscher Gewerkschafter
- Sprenger, Paul Wilhelm Eduard (1798–1854), österreichischer Architekt
- Sprenger, Peter (1953–2018), liechtensteinischer Politiker (VU)
- Sprenger, Placidus (1735–1806), deutscher Benediktiner und Historiker
- Sprenger, Reinhard K. (* 1953), deutscher Autor von Managementliteratur
- Sprenger, Sandra, deutsche Erziehungswissenschaftlerin
- Sprenger, Sebastian (* 1972), deutscher Komponist und Kirchenmusiker
- Sprenger, Stefan (* 1962), liechtensteinischer Schriftsteller
- Sprenger, Udo (* 1945), deutscher Radrennfahrer
- Sprenger, Ulrike (1921–2008), Schweizer Privatdozentin für die Altisländische Sprache und Nordische Philologie an der Universität Basel
- Sprenger, Ulrike (* 1965), deutsche Romanistin
- Sprenger, Veit (* 1967), deutscher Theatermacher, Autor und Musiker
- Sprenger, Volker (* 1947), deutscher Radrennfahrer
- Sprenger, Werner (1923–2009), deutscher Schriftsteller und Meditationslehrer
- Sprenger, Wolf-Dietrich (* 1942), deutscher Schauspieler, Regisseur und Schriftsteller
- Sprengers, Mathieu (1938–2008), niederländischer Fußballfunktionär
- Sprengers, Zoë (* 2000), niederländische Handballspielerin
- Sprengler, Markus (* 1965), deutscher Ska- und Pop-MusikerMarkus Sprengler (* 1965)

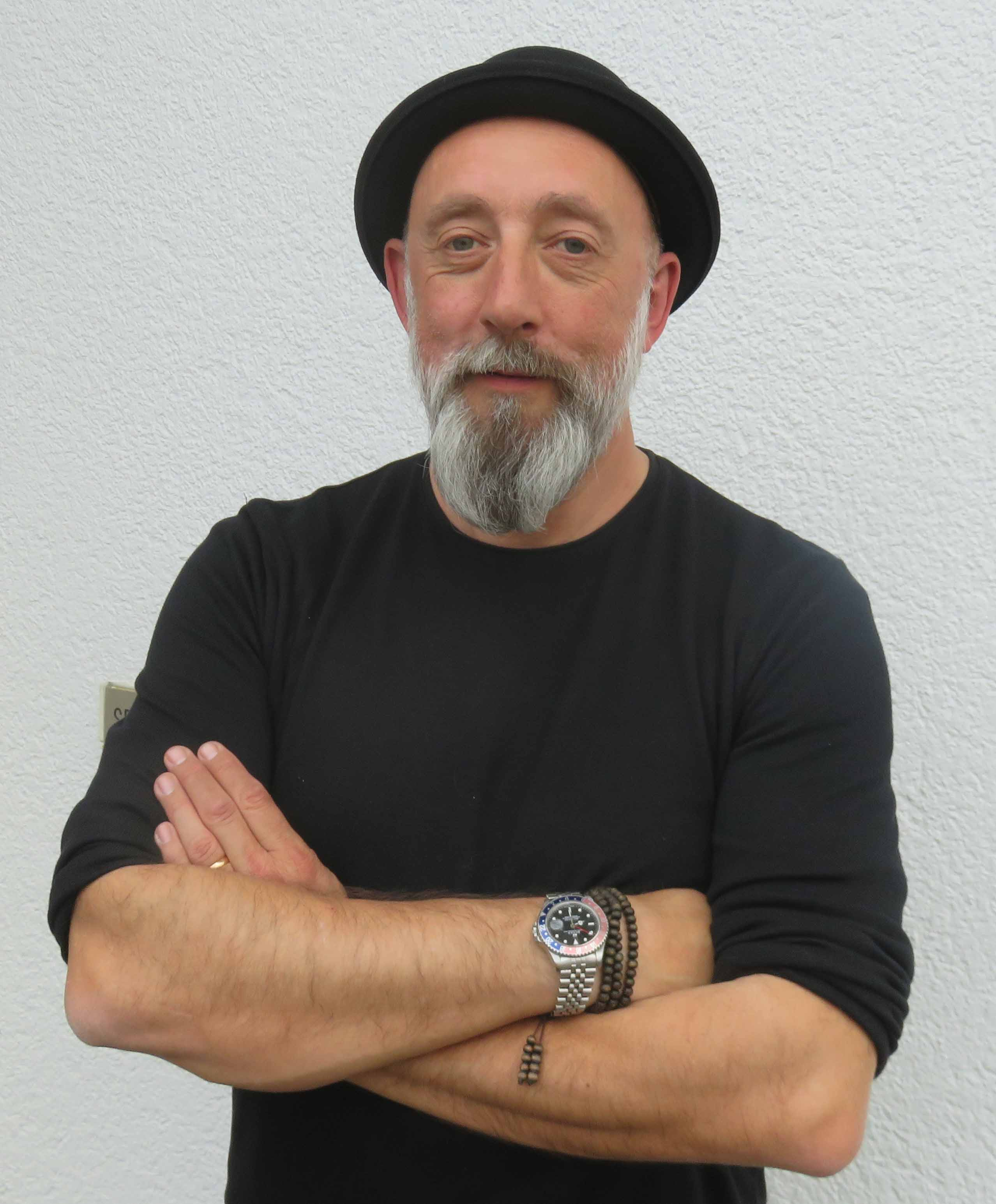
Markus Sprengler (* 1965)

- Sprengler-Ruppenthal, Anneliese (1923–2016), deutsche Kirchenhistorikerin
- Sprengtporten, Georg Magnus (1740–1819), finnischer Militär und Politiker
- Sprent, John (1915–2010), englisch-australischer Tierarzt und Parasitologe
- Sprentzel, Jochen (* 1943), deutscher Journalist und Fernsehmoderator
- Sprenz, Sebastian († 1525), Fürstbischof von Brixen
- Sprenzinger, Jürgen (* 1949), deutscher Autor
- Spreter von Kreudenstein, Theo (1908–1992), deutscher Kieferchirurg und Hochschullehrer
- Spreter, Johannes († 1549), deutscher Reformator
- Spreti, Adolf Graf von (1907–1994), deutscher Ordensgeistlicher
- Spreti, Cajetan Graf von (1905–1989), deutscher paramilitärischer Aktivist
- Spreti, Franz Graf von (1914–1990), deutscher Politiker (CSU), Landradt von Landshut, Bezirkstagspräsident von Niederbayern
- Spreti, Heinrich von (1868–1944), deutscher Beamter, Regierungspräsident von Schwaben
- Spreti, Hieronymus von (1695–1772), bayerischer Graf und General italienischer Abstammung
- Spreti, Karl Graf von (1907–1970), deutscher Politiker (CSU), MdB und Diplomat
- Spreti, Maximilian von (1766–1819), bayerischer General
- Spreti, Rudolf Graf von (1883–1955), deutscher Reiter und Pferdezüchter
- Spreti-Weilbach, Hans Erwin von (1908–1934), deutsches Mitglied der NSDAP und der SAHans Erwin von Spreti-Weilbach (1908–1934)

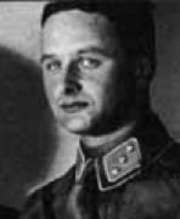
Hans Erwin von Spreti-Weilbach (1908–1934)

- Spreu, Richard (1896–1969), deutscher Landrat der Kreise Habelschwerdt und Freudenthal, Bürgermeister von Bad Landeck
- Sprewell, Latrell (* 1970), US-amerikanischer Basketballspieler
- Sprewitz, Adolph von (1800–1882), deutscher Burschenschafter
- Sprewitz, Anna von (1847–1923), Diakonisse und Stiftungsgründerin
- Sprewitz, Daniel von (1773–1844), deutsch-russischer Musiklehrer, Musikverleger und Münzsammler
- Sprey, Stefan (* 1955), deutscher Fußballspieler und -trainer

### Spri
- Sprich, Jürgen (* 1967), deutscher Mountainbiker
- Sprick, Anne-Marga (* 1934), deutsche Autorin
- Sprick, Anton (* 1994), deutscher Hörspiel- und Synchronsprecher
- Sprick, Cedric (* 1990), deutscher SchauspielerCedric Sprick (* 1990)

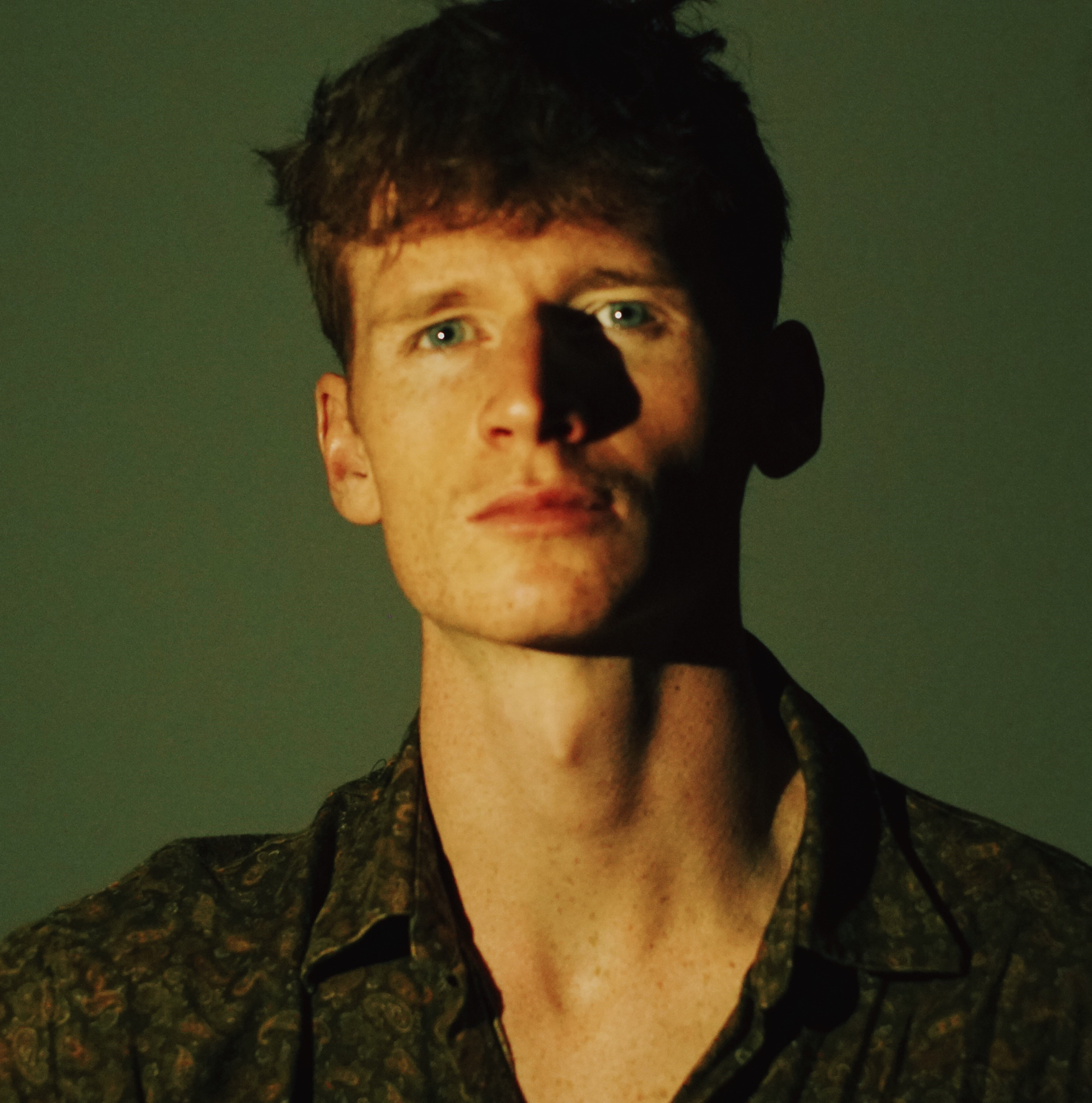
Cedric Sprick (* 1990)

- Sprick, Claus (* 1946), deutscher Jurist und Übersetzer
- Sprick, Heinrich (1910–1979), deutscher Holz- und Steinbildhauer
- Sprick, Jan Philipp (* 1975), deutscher Musikwissenschaftler und Hochschullehrer
- Sprick, Johann (1808–1842), deutscher Maler und Grafiker
- Sprick, Kirsten (* 1962), deutsche Schauspielerin
- Sprick, Lea (* 1998), deutsche Hörspiel- und Synchronsprecherin
- Sprick, Matthieu (* 1981), französischer Radrennfahrer
- Sprick, Richard (1901–1968), deutscher Portrait- und Landschaftsmaler
- Sprick, Walter (1909–1989), deutscher Physiker und Computerpionier
- Sprickerhof, Albert (1862–1937), deutscher Architekt, Ingenieur und Bauunternehmer
- Sprickler-Falschlunger, Gabriele (* 1956), österreichische Politikerin (SPÖ), Abgeordnete im Vorarlberger Landtag
- Sprickmann Kerkerinck, Bernhard (1837–1915), deutscher Jurist, Ehrenbürger der Stadt Emmerich
- Sprickmann Kerkerinck, Rudolph (1848–1905), deutscher Kaufmann, Bürgermeister von Rheine (1873 bis 1905)
- Sprickmann, Anton Matthias (1749–1833), deutscher Schriftsteller und Jurist
- Spriestersbach, Julius (1871–1945), deutscher Lehrer und Geologe
- Spriestersbach, Svenja (* 1981), deutsche Handballspielerin
- Spriet, Roger (* 1942), belgischer Radrennfahrer
- Sprigade, Paul (1863–1928), deutscher Kartograf
- Sprigath, Gabriele (* 1940), deutsche Kunsthistorikerin und „Berufsverbots“-Opfer
- Sprigg, James (1802–1852), US-amerikanischer Politiker
- Sprigg, Michael (1791–1845), US-amerikanischer Politiker
- Sprigg, Reginald (1919–1994), australischer Geologe und Paläontologe
- Sprigg, Richard († 1806), britisch-amerikanischer Jurist und Politiker
- Sprigg, Samuel († 1855), US-amerikanischer Politiker
- Sprigg, Thomas (1747–1809), britisch-amerikanischer Politiker
- Sprigge, Timothy (1932–2007), idealistischer Philosoph
- Spriggs, Archibald E. (1865–1921), US-amerikanischer Politiker
- Spriggs, Elizabeth (1929–2008), britische Schauspielerin
- Spriggs, Jason (* 1994), US-amerikanischer American-Football-Spieler
- Spriggs, John T. (1825–1888), US-amerikanischer Jurist und Politiker
- Spriggs, Matthew (* 1954), britisch-australischer Archäologe und Anthropologe
- Sprinck, Christian Friedrich (1769–1831), deutscher Zeichner und Kupferstecher
- Sprindschuk, Wladimir Gennadjewitsch (1936–1987), sowjetischer Mathematiker
- Spring Rice, Gerald, 6. Baron Monteagle of Brandon (1926–2013), britischer Peer und Politiker
- Spring, Alphons (1843–1908), Genremaler der Münchner Schule
- Spring, Anita (* 1965), australische Beachvolleyballspielerin
- Spring, Anton Friedrich (1814–1872), Mediziner, Botaniker und Naturwissenschaftler
- Spring, Arthur (* 1976), irischer Politiker, Teachta Dála
- Spring, Bernhard (* 1983), deutscher Schriftsteller und Journalist
- Spring, Bob (* 1984), Schweizer Singer-Songwriter, Swiss-Italo-American Country- und Blues-Musiker
- Spring, Bryan (* 1945), britischer Jazzmusiker
- Spring, Chris (* 1984), australisch-kanadischer Bobsportler
- Spring, Christopher (* 1951), britischer Maler, Buchautor und Kurator für Afrikanische Kunst
- Spring, Dan (1910–1988), irischer Politiker, Teachta Dála
- Spring, Dick (* 1950), irischer Politiker, Minister, Jurist, Sportler
- Spring, Gerhard (* 1962), österreichischer Künstler und Autor
- Spring, Hannes (* 1957), deutscher Regisseur
- Spring, Heinrich (1856–1909), preußischer Verwaltungsjurist und Landrat
- Spring, Howard (1889–1965), britischer Schriftsteller und Journalist
- Spring, Johann Ludwig (* 1719), süddeutscher Agrarreformer
- Spring, Joseph (1927–2025), jüdischer Holocaustüberlebender
- Spring, Julia (* 1986), deutsche Moderatorin
- Spring, Laura (* 1984), Schweizer Politikerin (Grüne)
- Spring, Lorenz (* 1964), Schweizer Bildhauer und Maler
- Spring, Max (* 1962), Schweizer Cartoonist, Comiczeichner, Gestalter und Maler
- Spring, Peter (1892–1945), deutscher Widerstandskämpfer
- Spring, Richard, Baron Risby (* 1946), britischer Politiker (Conservative Party), Mitglied des House of Commons
- Spring, Rolf (1917–2005), Schweizer Ruderer
- Spring, Roy (* 1963), Schweizer Journalist, Autor und PR-Fachmann
- Spring, Rudi (* 1962), deutscher Komponist, Pianist und Musikpädagoge
- Spring, Sherwood C. (* 1944), US-amerikanischer Astronaut
- Spring, Tom (1795–1851), englischer Boxer in der Bare-knuckle-Ära
- Spring-Räumschüssel, Marianne (* 1946), deutsche Politikerin (AfD)
- Spring-Rice, Cecil (1859–1918), britischer Diplomat
- Springall, Caoilinn, irische Kinderdarstellerin
- Springauf, Eva Regina († 1658), Äbtissin von Lichtenthal
- Springborg, Mark (* 1980), dänischer Schauspieler und Synchronsprecher
- Springborg, Steen (1954–2021), dänischer Schauspieler
- Springborn, Hermann (1905–1964), deutscher Maler
- Springborn, Norbert (* 1945), deutscher Gewerkschafter, Politiker (SPD), MdHB
- Springborn, Otto (1890–1944), deutscher Widerstandskämpfer gegen den Nationalsozialismus
- Springborn, Torben (* 1990), deutscher Kampfkünstler und Youtuber
- Springe, Christa (1926–2022), deutsche evangelische Pfarrerin und Autorin
- Springe, Gerd (* 1935), deutscher Industriemanager
- Springe, Hinrich von dem, Ratsherr der Hansestadt Lübeck
- Springefeld, Fritz (1914–2005), deutscher Gebrauchsgrafiker und Maler
- Springel, Thomas (* 1959), deutscher Handballspieler
- Springel, Volker (* 1970), deutscher Astrophysiker
- Springenschmid, Ingo (1942–2016), österreichischer Künstler
- Springenschmid, Karl (1897–1981), österreichischer Schriftsteller
- Springensguth, Jost (* 1945), deutscher Journalist, Autor und Kommunikationsberater
- Springer, Adalbert von (1896–1943), österreichischer Mediziner und Widerstandskämpfer
- Springer, Adolf (1886–1978), deutscher Architekt
- Springer, Alois (* 1935), deutscher Dirigent und Violinist
- Springer, Alois J. (1902–1971), deutscher Maler
- Springer, Anton (1825–1891), deutscher Kunsthistoriker
- Springer, Armin (1870–1942), österreichischer Schauspieler, Komiker und Gesangshumorist
- Springer, Astrid (* 1950), deutsche Juristin und Journalistin
- Springer, Axel (1912–1985), deutscher Verleger, Gründer des Axel Springer VerlagsAxel Springer (1912–1985)

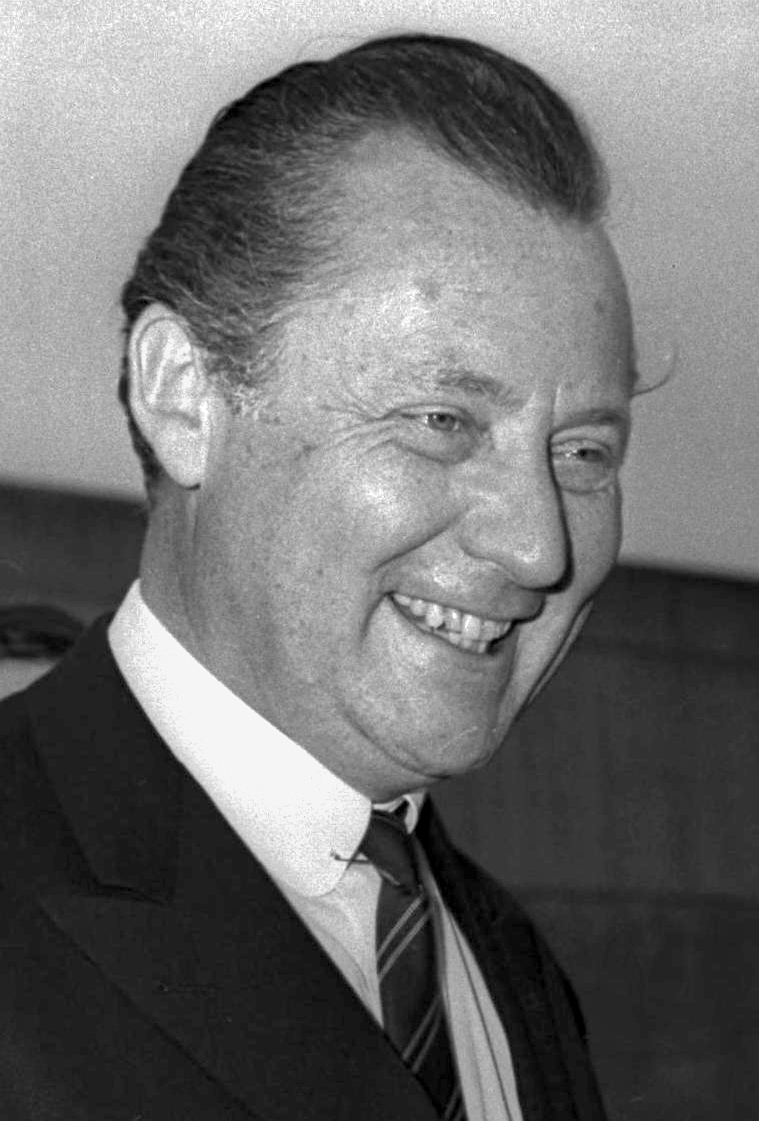
Axel Springer (1912–1985)

- Springer, Bernhard (* 1955), deutscher Künstler
- Springer, Carl (1910–1980), US-amerikanischer Eisschnellläufer
- Springer, Carol (1936–2018), US-amerikanische Immobilienmaklerin und Politikerin
- Springer, Christian (* 1946), österreichischer Übersetzer, Fachbuchautor und Musikkritiker
- Springer, Christian (* 1964), deutscher Kabarettist
- Springer, Christian (* 1971), deutscher Fußballspieler
- Springer, Christoph (* 1985), deutscher Straßenradrennfahrer
- Springer, Cornelius (1817–1891), niederländischer Maler, Radierer und Lithograph
- Springer, Curtis Howe (1896–1985), US-amerikanischer Hochstapler, Radioprediger und Wunderheiler
- Springer, Eduard (1872–1956), deutscher Beamter
- Springer, Elisa (1918–2004), österreichisch-italienische Holocaustüberlebende
- Springer, Erich (1903–1997), deutscher Beamter
- Springer, Ernst (1862–1933), deutscher Verwaltungsjurist
- Springer, Ernst-Wilhelm (1925–2007), deutscher Politiker (SRP), MdL
- Springer, Erwin (1935–1981), deutscher Politiker (CDU), MdL (Baden-Württemberg)
- Springer, F. (1932–2011), niederländischer Schriftsteller
- Springer, Ferdinand (1907–1998), deutscher Maler und Grafiker
- Springer, Ferdinand junior (1881–1965), deutscher Verleger
- Springer, Ferdinand senior (1846–1906), deutscher Verleger
- Springer, Filip (* 1982), polnischer Reporter und Fotograf
- Springer, Flora (1909–1943), Résistance-Kämpferin
- Springer, Frank (1848–1927), US-amerikanischer Anwalt und Paläontologe
- Springer, Frank (1929–2009), US-amerikanischer Comiczeichner
- Springer, Franz (1881–1950), deutscher Komponist und Dirigent
- Springer, Friede (* 1942), deutsche VerlegerinFriede Springer (* 1942)

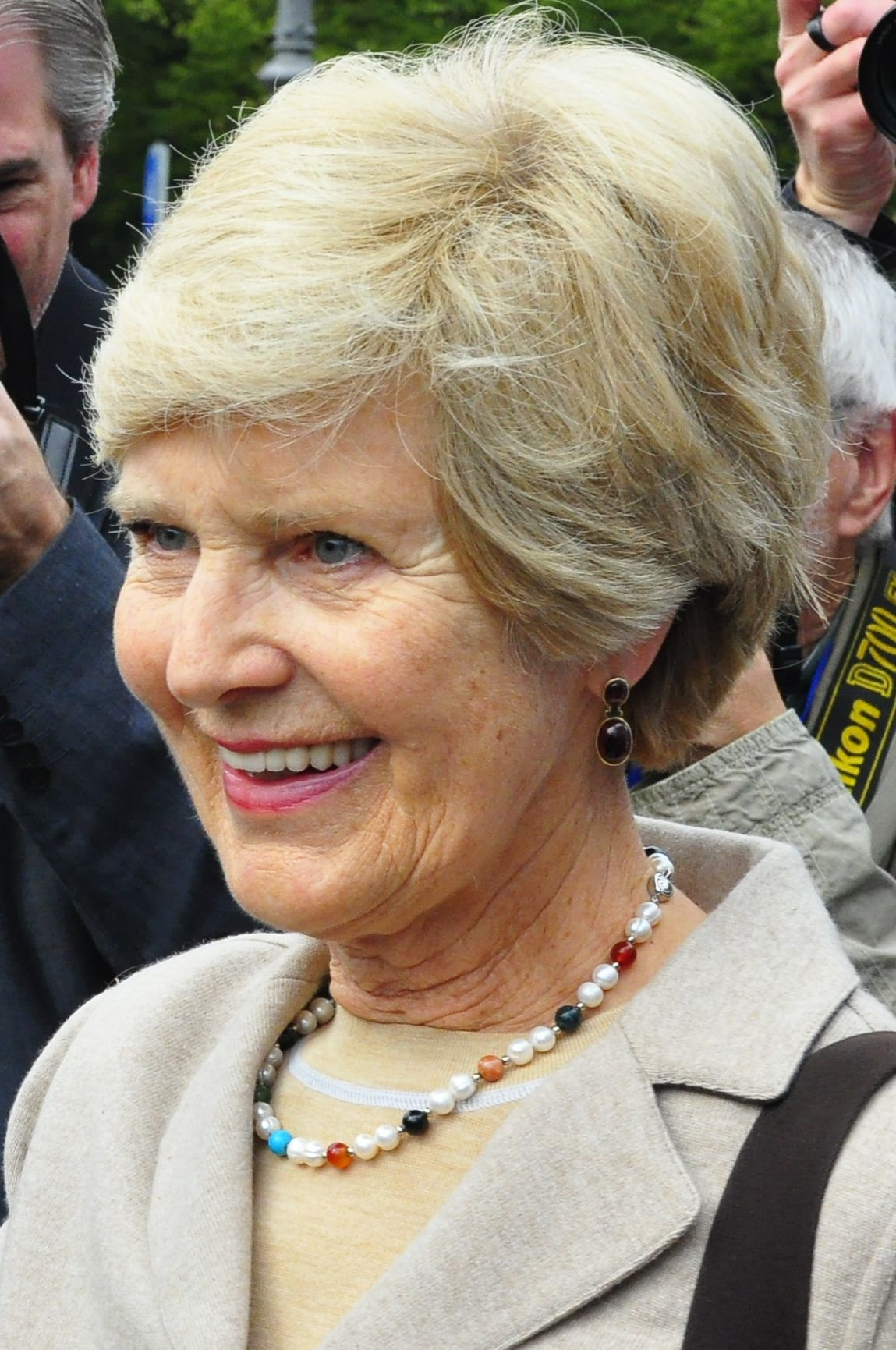
Friede Springer (* 1942)

- Springer, Fritz (1850–1944), deutscher Verleger
- Springer, Fritz (1906–1981), deutscher Weinbautechniker und Heimatdichter in Talheim
- Springer, Georg (* 1946), österreichischer Kulturmanager
- Springer, Georg F. (1924–1998), US-amerikanischer Mediziner
- Springer, George (1924–2019), US-amerikanischer Mathematiker und Informatiker
- Springer, Gerta (1880–1960), deutsche Stillleben- und Landschaftsmalerin
- Springer, Gregory (* 1961), US-amerikanischer Ruderer
- Springer, Günter (1922–2013), deutscher Politiker (KPD, SED) und Staatswissenschaftler
- Springer, Hermann (1908–1978), Schweizer Fussballspieler
- Springer, Hinrich (1880–1949), deutscher Verleger
- Springer, Horst (1926–2002), deutscher Kaufmann
- Springer, Hugh (1913–1994), barbadischer Generalgouverneur
- Springer, Hugo (1873–1920), Abt des Stiftes Seitenstetten
- Springer, Ines (* 1956), deutsche Politikerin (CDU), MdL
- Springer, Isidor (1912–1942), Résistance-Kämpfer der Roten Kapelle
- Springer, Jaro (1856–1915), deutscher Kunsthistoriker
- Springer, Jerry (1944–2023), US-amerikanischer Politiker und ModeratorJerry Springer (1944–2023)

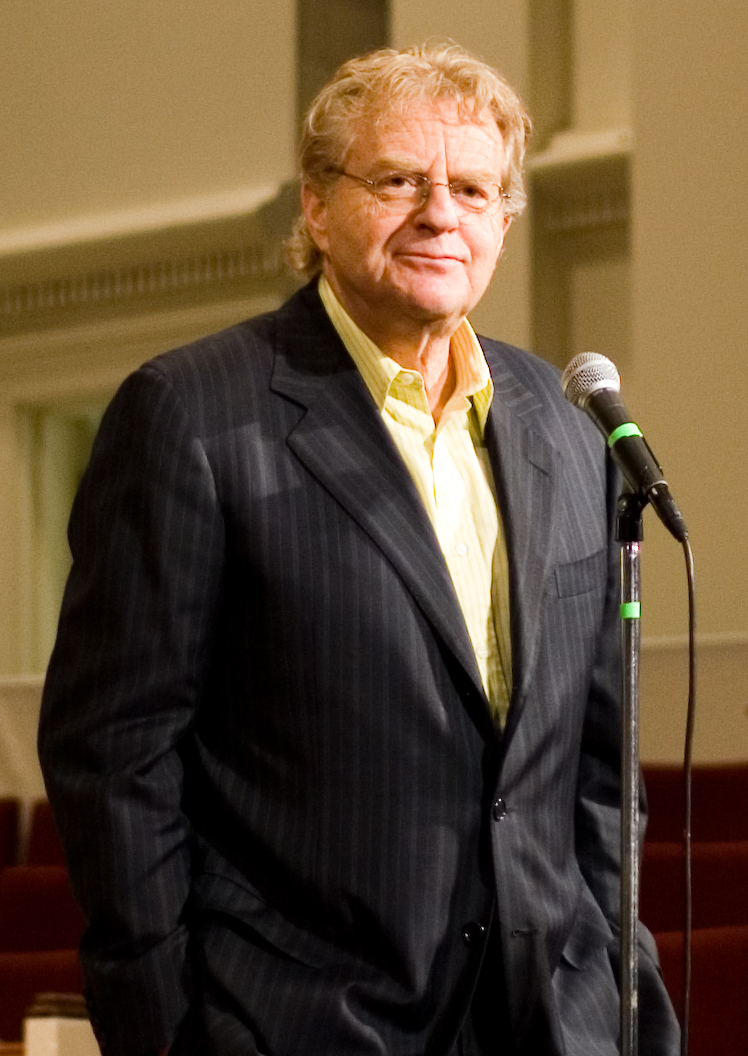
Jerry Springer (1944–2023)

- Springer, John (1916–2001), US-amerikanischer Presseagent, Filmhistoriker und Schriftsteller
- Springer, Jörg (* 1964), deutscher Architekt und Hochschullehrer
- Springer, Julius (1817–1877), deutscher Verleger
- Springer, Julius der Jüngere (1880–1968), deutscher Verleger
- Springer, Julius Ernst Reinhold (1867–1932), deutscher Drucker in Danzig
- Springer, Karl (1895–1936), deutscher Bergmann, Gewerkschafter, Journalist und Widerstandskämpfer
- Springer, Karl (1931–1991), deutsch-amerikanischer Designer und Hersteller von Luxusmöbeln und Accessoires
- Springer, Klaus Bernward (* 1962), deutscher Kirchenhistoriker
- Springer, Leonard Anthony (1855–1940), niederländischer Gartenarchitekt
- Springer, Matthias (* 1942), deutscher Mittelalterhistoriker
- Springer, Max (1877–1954), deutscher Organist, Komponist und Musikpädagoge
- Springer, Nancy (* 1948), US-amerikanische Schriftstellerin, Autorin der Enola-Holmes-Romane
- Springer, Niels, deutscher Segler
- Springer, Niko (* 2000), deutscher Dartspieler
- Springer, Peter (1938–2022), deutscher Politiker (SPD), MdL
- Springer, Raymond S. (1882–1947), US-amerikanischer Politiker
- Springer, Reinhard (* 1948), deutscher Werber
- Springer, René (* 1979), deutscher Politiker (AfD), MdBRené Springer (* 1979)

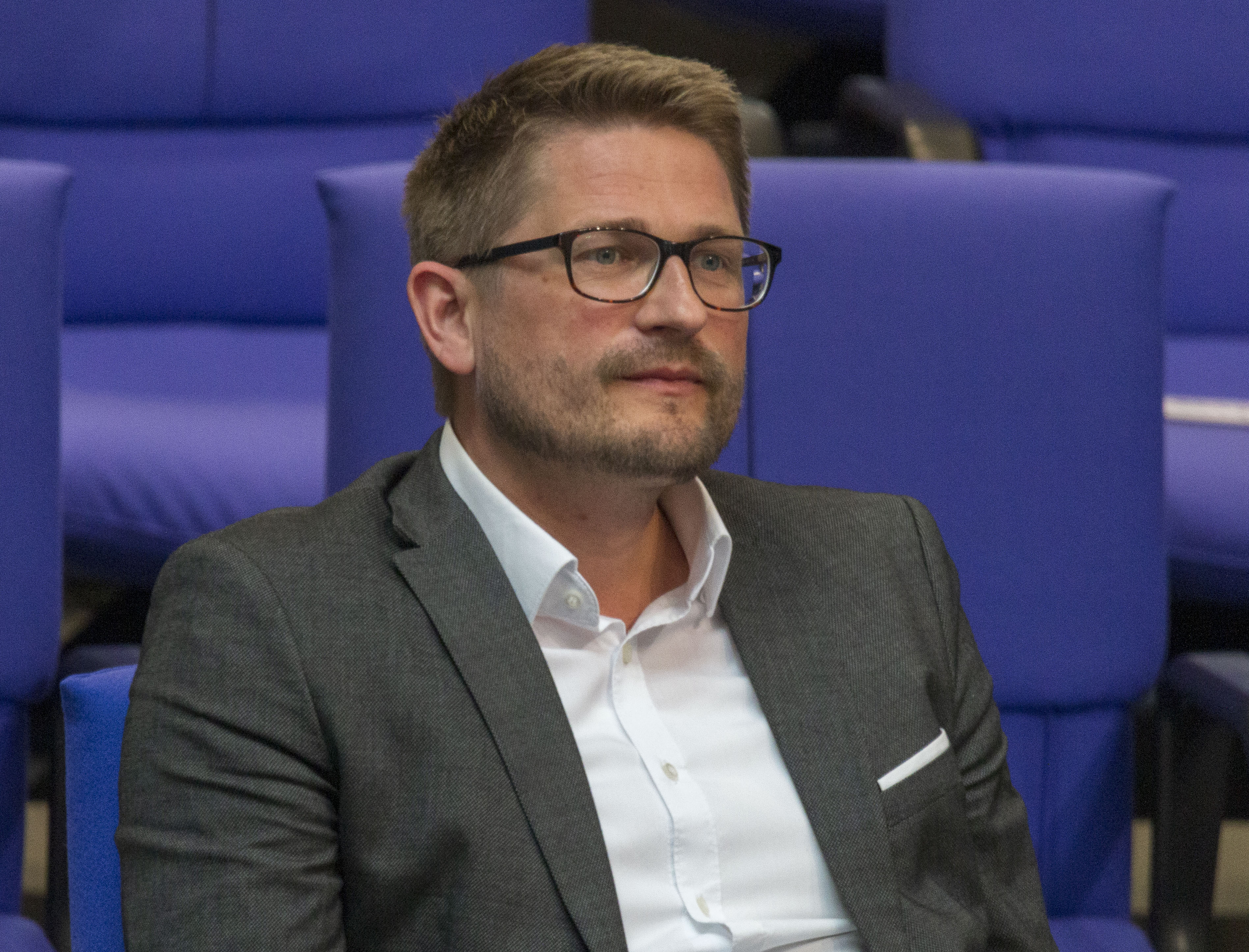
René Springer (* 1979)

- Springer, Robert (1816–1885), deutscher Schriftsteller
- Springer, Robert C. (* 1942), US-amerikanischer Astronaut
- Springer, Roland (* 1954), deutscher Industrie- und Organisationssoziologe, Automobilmanager und Unternehmensberater
- Springer, Rosemarie (1920–2019), deutsche Dressurreiterin
- Springer, Rudolf (1909–2009), deutscher Galerist
- Springer, Rudolph (1927–1973), deutscher Gewerkschafter (FDGB) und Politiker (SED), MdV
- Springer, Ruth (* 1946), deutsche Politikerin (SPD), MdL
- Springer, Sibylle (* 1975), deutsche Künstlerin
- Springer, Sidonie (1878–1937), deutsch-böhmische Malerin und Grafikerin
- Springer, Siegbert (1882–1938), deutscher Jura-Repetitor
- Springer, Simon (* 1976), kanadischer Geograph
- Springer, Stephanie (* 1967), deutsche Juristin und Richterin, Präsidentin des Landeskirchenamt Hannover
- Springer, Tasso (1930–2017), deutscher Physiker, Hochschullehrer
- Springer, Theodor (1885–1958), österreichischer Benediktinerabt
- Springer, Thomas (* 1984), deutscher Triathlet, started für Österreich (seit 2010)
- Springer, Timothy A. (* 1948), US-amerikanischer Immunologe
- Springer, Tonny Albert (1926–2011), niederländischer Mathematiker
- Springer, Valerie (* 1958), österreichische Schriftstellerin
- Springer, Victor G. (1928–2022), US-amerikanischer Ichthyologe
- Springer, William L. (1909–1992), US-amerikanischer Politiker
- Springer, William McKendree (1836–1903), US-amerikanischer Politiker
- Springer, Yakov (1921–1972), israelischer Kampfrichter, Mitglied der israelischen Olympiamannschaft 1972, Mordopfer palästinensischer Terroristen
- Springer-Jones, Sasha (* 1978), Leichtathletin aus Trinidad und Tobago
- Springett, Ron (1935–2015), britischer Fußballtorwart
- Springfeld, Jakob (* 2002), deutscher Autor, Menschenrechts- und Klimaaktivist
- Springfeld, Klaus (1936–2022), deutscher Allgemeinmediziner und ärztlicher Standespolitiker
- Springfield, Dusty (1939–1999), britische SoulsängerinDusty Springfield (1939–1999)

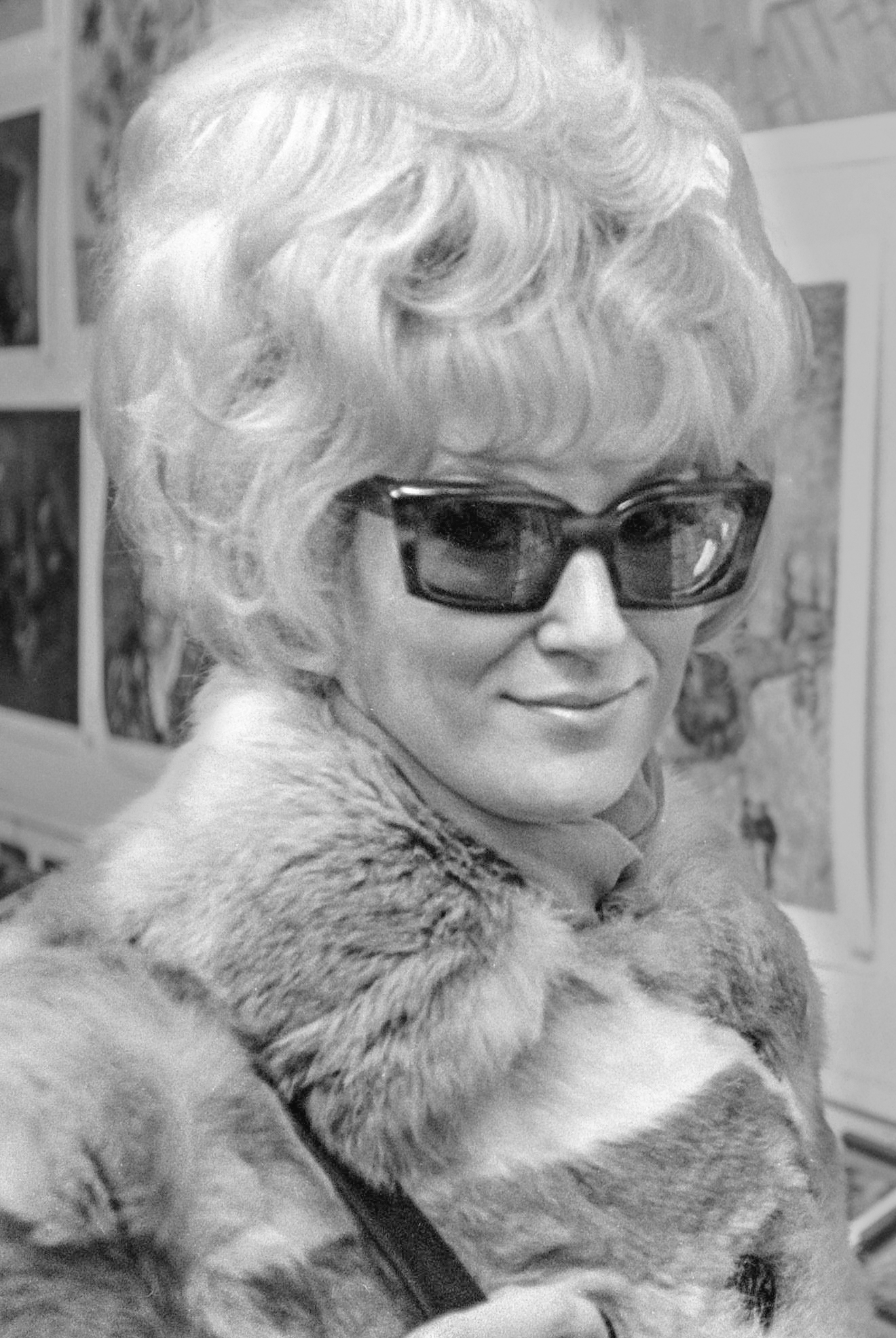
Dusty Springfield (1939–1999)

- Springfield, Frank (1887–1958), australischer Schwimmer
- Springfield, Rick (* 1949), australischer Musiker und Schauspieler
- Springfield, Tom (1934–2022), britischer Filmkomponist und Songwriter
- Springhart, Heike (* 1975), deutsche evangelische Theologin
- Springhorn, Rainer (* 1948), deutscher Museumsdirektor, Geologe und Paläontologe
- Springinklee, Hans, deutscher Maler und Graphiker
- Springl, Herbert (1924–1970), deutscher Rechtsanwalt und Kommunalpolitiker (SPD)
- Springl, Monika (* 1987), deutsche Skirennläuferin
- Springman, Sarah (* 1956), britische Triathletin, Sportfunktionärin und Professorin für Bodenmechanik
- Springmann, Angela (* 1960), deutsche Filmeditorin
- Springmann, Baldur (1912–2003), deutscher Landwirt, Schriftsteller und Politiker (ÖDP)Baldur Springmann (1912–2003)

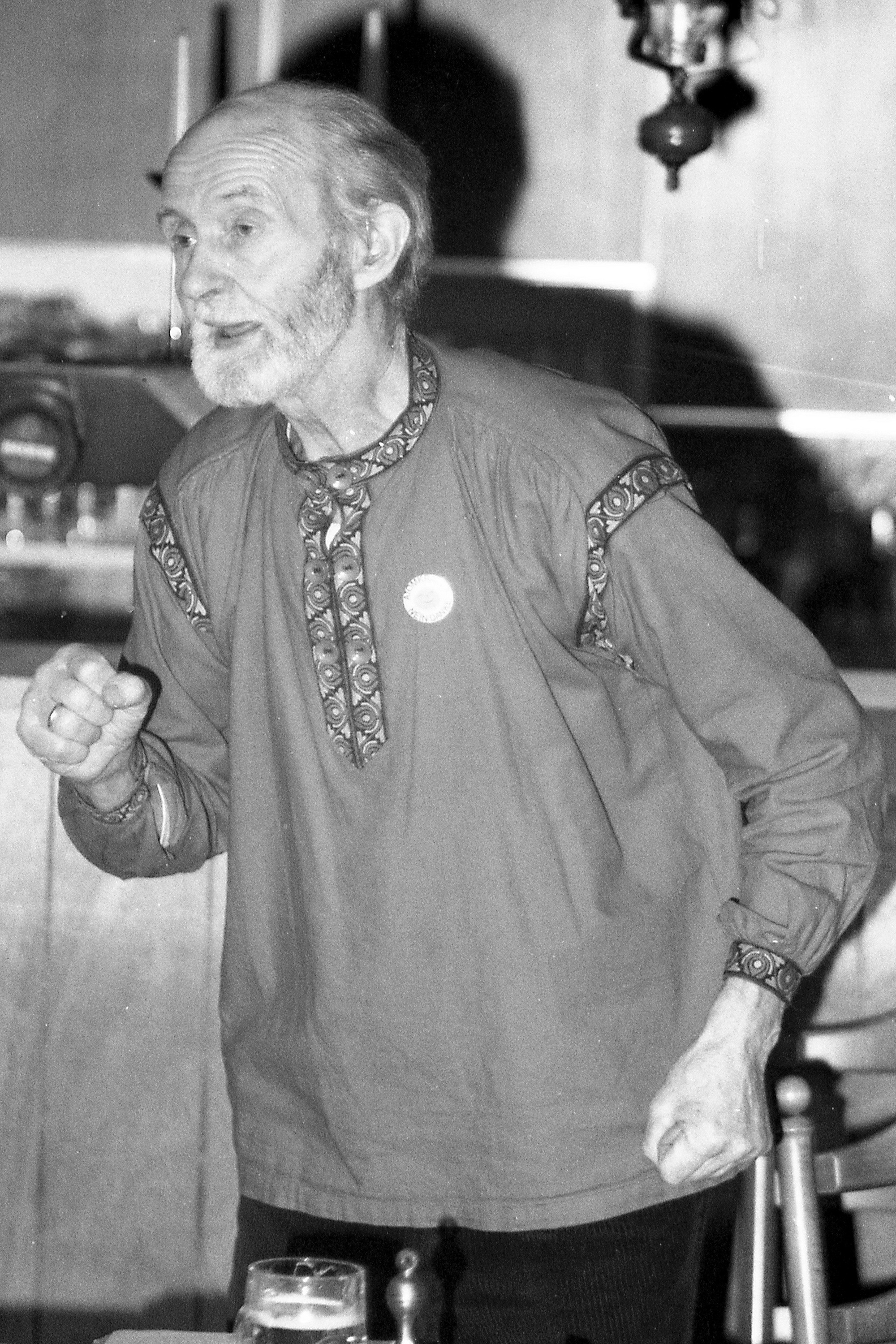
Baldur Springmann (1912–2003)

- Springmann, Heinz M. (* 1951), deutscher Architekt
- Springmann, Theodor junior (1880–1917), deutscher Autor und Übersetzer
- Springmann, Theodor senior (1840–1927), deutscher Industrieller
- Springob, Jan Philipp (* 2001), deutscher Rennfahrer
- Springora, Vanessa (* 1972), französische Verlagslektorin und Verlegerin
- Springorum, Anne-José (* 1952), deutsche Juristin, Präsidentin des OLG Düsseldorf
- Springorum, Björn (* 1982), deutscher Schriftsteller und Journalist
- Springorum, Friedrich (1858–1938), deutscher Manager
- Springorum, Friedrich (1902–1971), deutscher Kunsthistoriker, Bildjournalist und Autor
- Springorum, Fritz (1886–1942), deutscher Manager und Politiker (DNVP, NSDAP), MdR
- Springorum, Gerd (1911–1995), deutscher Manager und Politiker (CDU), MdB, MdEP
- Springorum, Gustav (1862–1927), deutscher Jurist, Landrat und Regierungspräsident
- Springorum, Hans-Werner (* 1944), deutscher Orthopäde
- Springorum, Otto (1890–1955), deutscher Industriemanager
- Springorum, Walter (1892–1973), deutscher Regierungspräsident und Industrieller
- Springs, Kandace (* 1989), amerikanische Sängerin, Songschreiberin und Pianistin
- Springschitz, Leopoldine (1914–2004), österreichische Kunsthistorikerin und Kuratorin
- Springschitz, Stefan (1895–1987), österreichischer Baupolier und Politiker (SPÖ), Landtagsabgeordneter, Abgeordneter zum Nationalrat
- Springsfeld, Gottlob Carl (1714–1772), deutscher Arzt und Gelehrter
- Springstead, Velma (1906–1927), kanadische Leichtathletin, Lehrerin und Sekretärin
- Springsteen, Bill (1899–1985), US-amerikanischer American-Football-Spieler
- Springsteen, Bruce (* 1949), US-amerikanischer RockmusikerBruce Springsteen (* 1949)

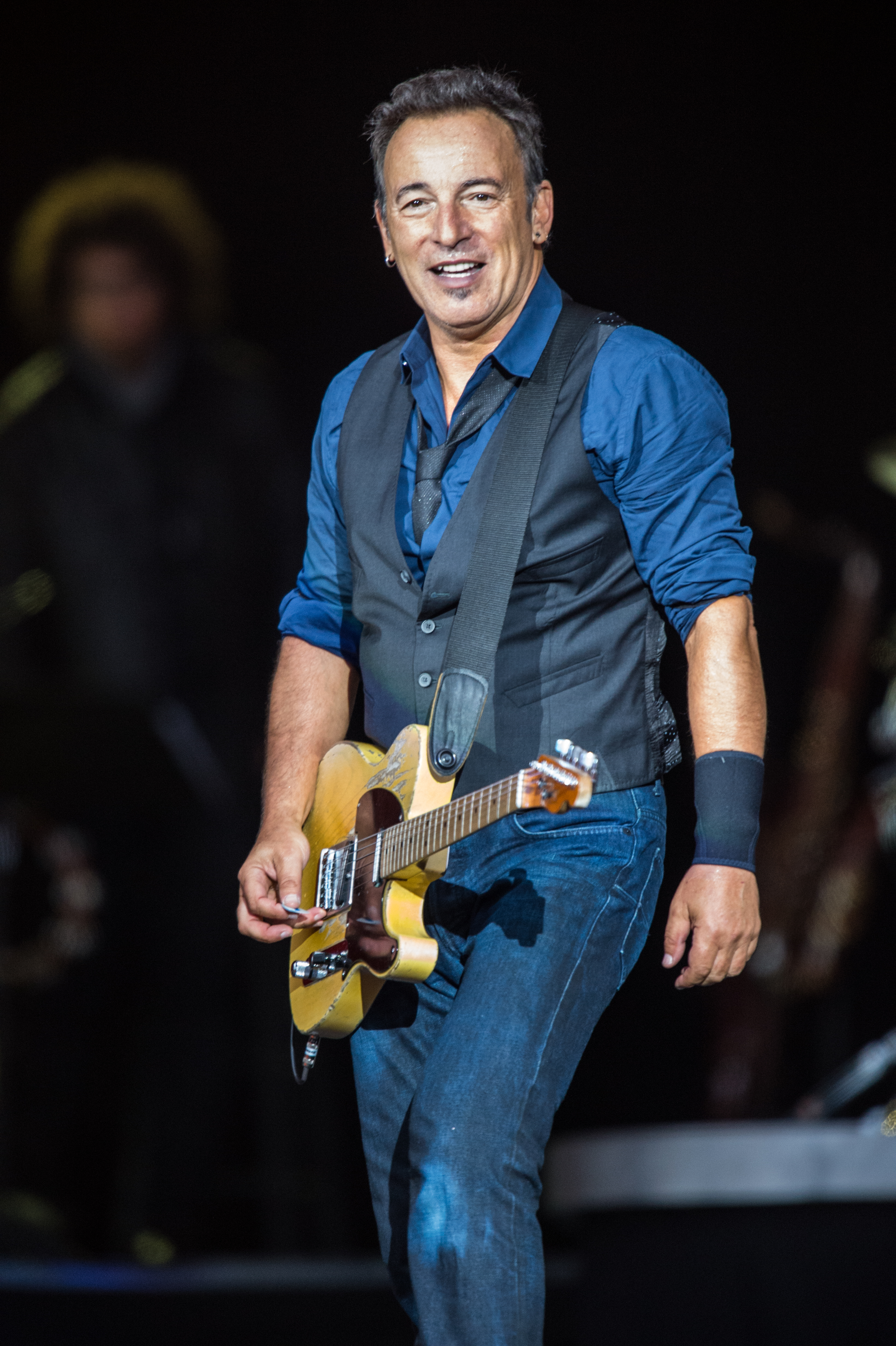
Bruce Springsteen (* 1949)

- Springsteen, Jessica (* 1991), US-amerikanische SpringreiterinJessica Springsteen (* 1991)

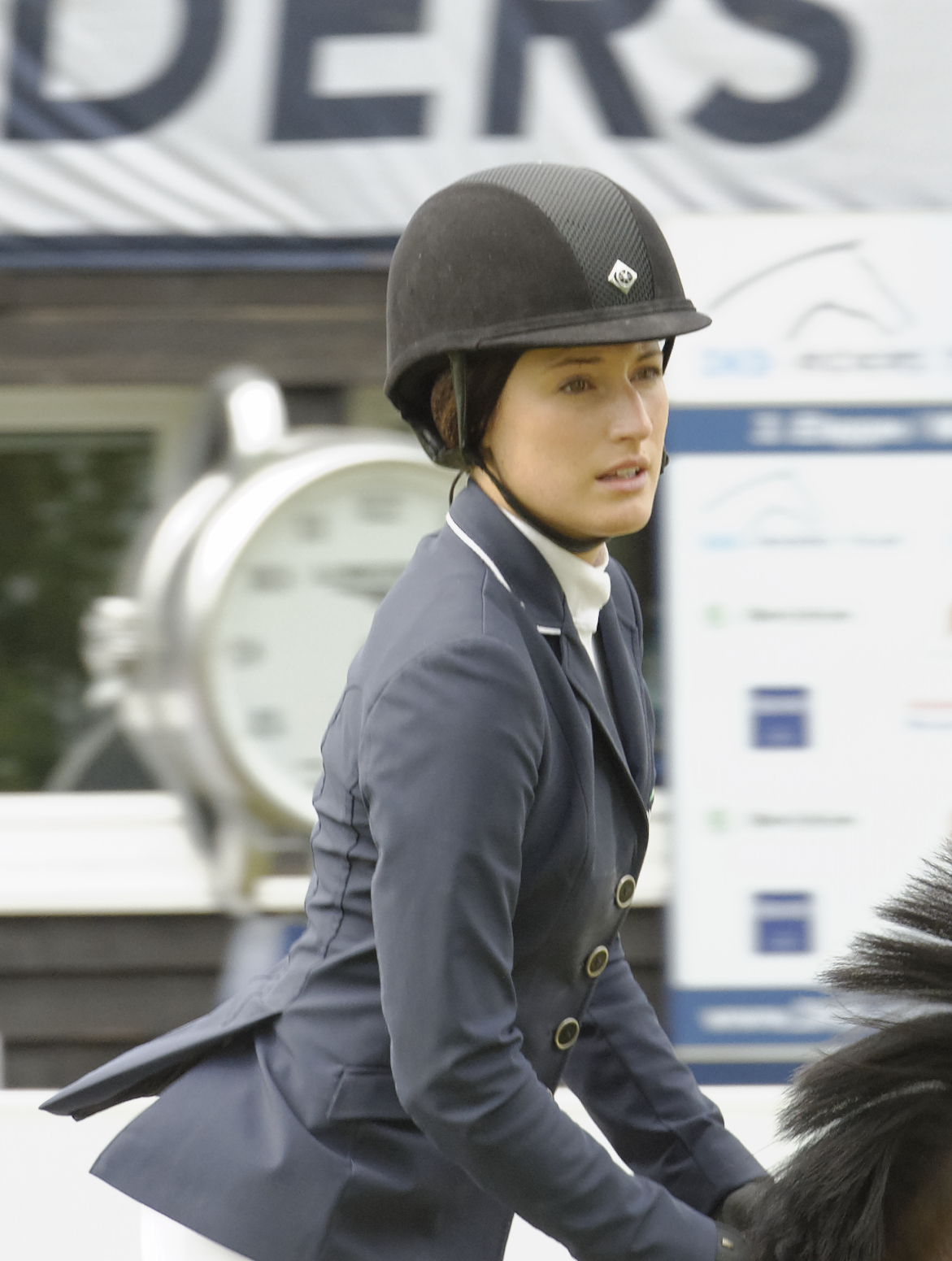
Jessica Springsteen (* 1991)

- Springsteen, Pamela (* 1962), US-amerikanische Fotografin, Schauspielerin
- Springsteen, R. G. (1904–1989), US-amerikanischer Film- und Fernsehregisseur
- Springstein, Thomas (* 1958), deutscher Leichtathletiktrainer
- Springuel, Henri (1889–1957), belgischer Autorennfahrer
- Springweiler, Max (1906–1994), deutscher Pilot
- Sprink, Annika (* 1995), deutsche Hockeyspielerin
- Sprink, Claus-Dieter (1954–2006), deutscher Heimatforscher und Opfer des SED-Diktatur
- Sprink, Eberhard (1922–1997), deutscher Dramaturg und Intendant
- Sprink, Joachim, deutscher Wirtschaftswissenschaftler
- Sprink, Rolf (* 1950), Verleger und Volkshochschuldirektor in Leipzig
- Sprinkart, Adi (1953–2013), deutscher Politiker (Bündnis 90/Die Grünen), MdL
- Sprinkel, Beryl Wayne (1923–2009), US-amerikanischer Wirtschaftswissenschaftler, Hochschullehrer und Bankmanager
- Sprinkle, Annie (* 1954), US-amerikanische Prostituierte, Pornodarstellerin, Autorin, Performance-Künstlerin
- Sprinkle, Ed (1923–2014), US-amerikanischer American-Football-Spieler
- Sprinkmeier, Sandra (* 1984), deutsche Kunstradfahrerin
- Sprint, Philip (* 1993), deutscher Fußballtorhüter
- Sprinz, Marco (* 1970), deutscher Schauspieler
- Sprinz, Sarah (* 1996), deutsche Autorin und freie Journalistin
- Sprinzak, Yosef (1885–1959), israelischer Politiker
- Sprinzenstein, Ferdinand Max von (1625–1679), österreichischer Adeliger, Landmarschall in Niederösterreich
- Sprinzl, Josef (1839–1898), österreichischer katholischer Theologe und Hochschullehrer
- Sprinzl, Mathias (1941–2016), deutscher Biochemiker und Hochschullehrer
- Sprißler, Joseph (1795–1879), Abgeordneter der Frankfurter Nationalversammlung
- Sprißler, Thomas (* 1966), deutscher Kommunalpolitiker
- Sprißler, Wolfgang (* 1945), deutscher Unternehmer und Bankmanager
- Spritzendorfer, Alexander (* 1963), österreichischer Kulturmanager, stellvertretender Bezirksvorsteher der Josefstadt

### Spro
- Sproat, Gilbert Malcolm (1834–1913), kanadischer Unternehmer, Regierungsbeamter und Autor
- Sproat, Iain (1938–2011), britischer Politiker (Conservative Party), Mitglied des House of Commons
- Sprockhoff, Anna (* 1980), deutsche Journalistin
- Sprockhoff, Ernst (1892–1967), deutscher Prähistoriker
- Sproeck, Adolf (1890–1978), sozialdemokratischer deutscher Arbeiteresperantist
- Sproede, Alfred (* 1951), deutscher Slawist
- Sproedt, Bernd (* 1942), deutscher Botschafter
- Sproemberg, Alfred (1857–1903), deutscher Architekt und preußischer Baubeamter
- Sproemberg, Heinrich (1889–1966), deutscher Historiker
- Sproesser, Gudrun (* 1982), deutsche Psychologin
- Sproesser, Theodor (1870–1933), deutscher Offizier
- Sprögel, Johann Christoph (* 1686), deutscher Mediziner, Stadtarzt in Hamburg, Mitglied der Leopoldina
- Sprögel, Johann Heinrich (1644–1722), deutscher lutherischer Theologe
- Sprogøe, Henning (* 1953), dänischer Film- und Theaterschauspieler
- Sprogøe, Ove (1919–2004), dänischer SchauspielerOve Sprogøe (1919–2004)

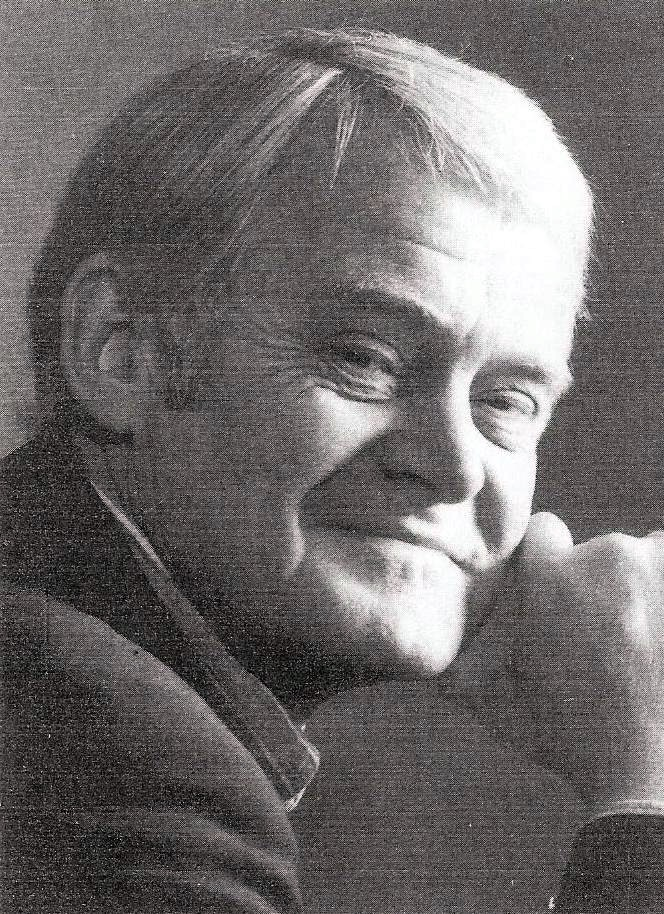
Ove Sprogøe (1919–2004)

- Sproles, Darren (* 1983), US-amerikanischer American-Football-Spieler
- Sproles, Victor (1927–2005), US-amerikanischer Jazz-Bassist
- Sproll, Joannes Baptista (1870–1949), deutscher Geistlicher, Bischof und Gegner des Naziregimes
- Sproll, Theodor (* 1957), deutscher Sozial- und Wirtschaftswissenschaftler
- Spronck, Charles Henri Hubert (1858–1932), niederländischer Mediziner
- Sprondel, Gottfried (1930–2002), deutscher evangelischer Theologe und Landessuperintendent
- Sprondel, Johanna (* 1980), deutsche Hochschullehrerin und Direktorin
- Sprondel, Walter M. (1938–2024), deutscher Soziologe
- Sprong, Daniel (* 1997), niederländischer Eishockeyspieler
- Sprongl, Norbert (1892–1983), österreichischer Komponist
- Spronsen, Jan W. van (1928–2010), niederländischer Chemiehistoriker
- Sproson, Emma (1867–1936), englisch-britische Suffragette, Frauenrechtlerin, Sozialistin und Lokalpolitikerin
- Sproß, Felix (* 1997), deutscher Handballspieler
- Sproß, Franz (1899–1964), deutscher Kommunalpolitiker (CSU)
- Sproß, Joachim (* 1966), deutscher Handballspieler und -trainer
- Spross, Werner H. (1925–2004), Schweizer Unternehmer, Investor und Mäzen
- Sprösser, Friedrich von (1772–1836), württembergischer Politiker und Verwaltungsbeamter
- Sprösser, Theodor von (1836–1907), württembergischer Generalmajor
- Sprösser, Viktor von (1853–1925), württembergischer Generalleutnant
- Sprott, Albert (1897–1951), US-amerikanischer Mittelstreckenläufer
- Sprott, Michael (* 1975), britischer Schwergewichtsboxer
- Sprott, Wilhelm (1883–1953), deutscher Kommunalpolitiker
- Sprotte, Anne-Marie (1942–2023), deutsche Moderatorin und Fernsehansagerin
- Sprotte, Bert (1870–1949), deutscher Filmschauspieler beim US-amerikanischen Film
- Sprotte, Berthold (* 1846), deutscher Theaterschauspieler
- Sprotte, Herbert (1904–1962), deutscher Architekt
- Sprotte, Maik Hendrik (1964–2023), deutscher Japanologe
- Sprotte, Paul (1940–2014), deutscher Politiker (DDR-CDU, CDU), MdL
- Sprotte, Siegward (1913–2004), deutscher Maler
- Sproul, Elliott W. (1856–1935), US-amerikanischer Politiker
- Sproul, R. C. (1939–2017), US-amerikanischer reformierter systematischer Theologe, presbyterianischer Pfarrer und AutorR. C. Sproul (1939–2017)

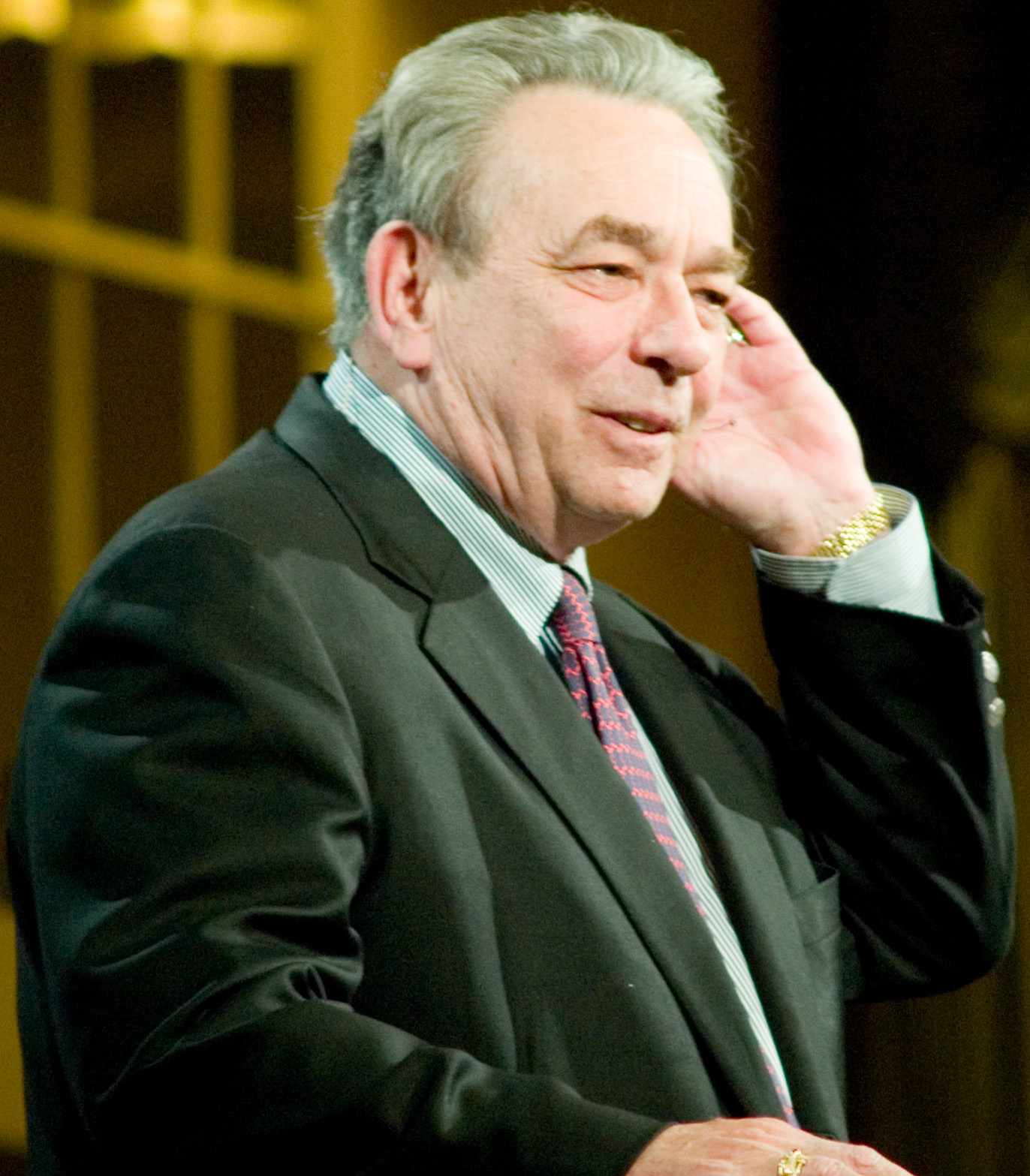
R. C. Sproul (1939–2017)

- Sproul, Ryan (* 1993), chinesisch-kanadischer Eishockeyspieler
- Sproul, William Cameron (1870–1928), US-amerikanischer Politiker
- Sproul, William H. (1867–1932), US-amerikanischer Politiker
- Sproule, Daniel (* 1974), australischer Hockeyspieler
- Sproule, Ivan (* 1981), nordirischer Fußballspieler
- Sproull, Robert Lamb (1918–2014), US-amerikanischer Physiker und Hochschullehrer

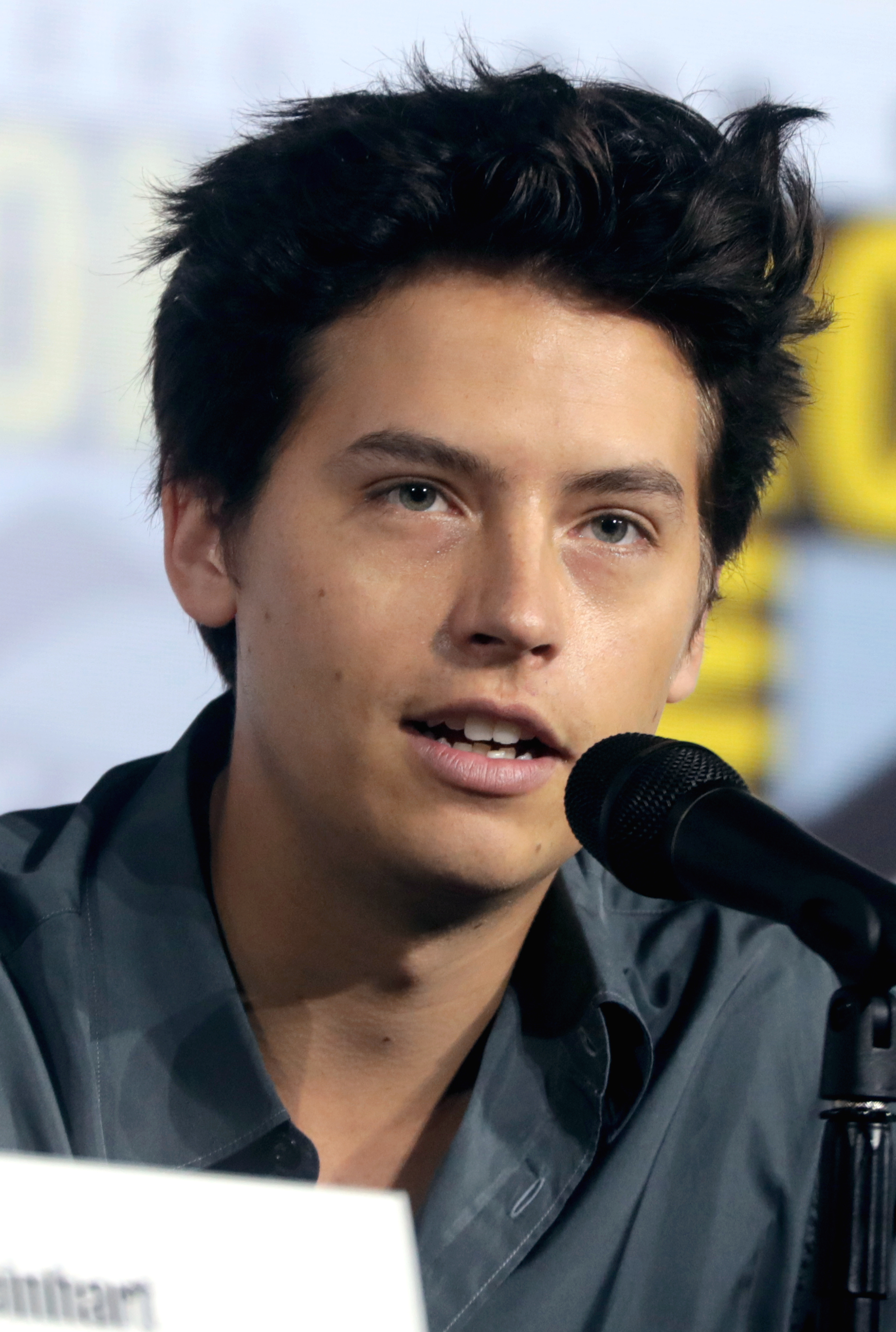
Cole Sprouse (* 1992)

- Sprouse, Cole (* 1992), US-amerikanischer SchauspielerCole Sprouse (* 1992)
- Sprouse, Dylan (* 1992), US-amerikanischer Schauspieler
- Sprouse, Philip D. (1906–1977), US-amerikanischer Diplomat
- Sprout, Warren (1874–1945), US-amerikanischer Sportschütze
- Sprovieri, Serafino (1930–2018), italienischer Geistlicher, römisch-katholischer Erzbischof von Benevent
- Sprowacker, Leopold (1853–1936), österreichischer Kapellmeister und Komponist
- Sprowls, Billy (1936–2024), mexikanischer Autorennfahrer
- Sprowski, Jan († 1464), polnischer römisch-katholischer Bischof, Erzbischof von Gniezno
- Sproxton, David (* 1954), britischer Regisseur und Produzent
- Sproxton, Donald (* 1953), australischer Geistlicher, Weihbischof in Perth

### Spru
- Spruance, Presley (1785–1863), US-amerikanischer Politiker (Whig Party)
- Spruance, Raymond A. (1886–1969), Admiral der US Navy
- Spruance, Trey (* 1969), US-amerikanischer Multiinstrumentalist, Komponist und ProduzentTrey Spruance (* 1969)

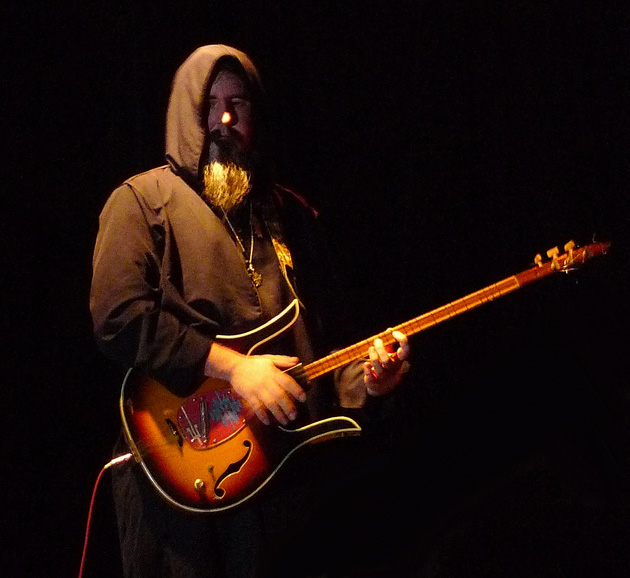
Trey Spruance (* 1969)

- Spruce, Andy (* 1954), kanadischer Eishockeyspieler und -trainer
- Spruce, Richard (1817–1893), englischer Botaniker und Naturforscher
- Spruch, Günter (1908–1985), deutscher Politiker (SPD)
- Spruch, Larry (1923–2006), US-amerikanischer Physiker
- Spruch, Zbigniew (* 1965), polnischer Radrennfahrer
- Spruck, Arnold (1934–2013), deutscher Politiker (CDU), MdL
- Sprūds, Andris (* 1971), lettischer Politikwissenschaftler, Hochschullehrer und Politiker
- Sprūdžs, Edmunds (* 1980), lettischer Politiker
- Spruell, Freddie (1893–1956), US-amerikanischer Bluesmusiker
- Spruell, Sam (* 1977), britischer Schauspieler
- Spruill, Lionell (* 1946), US-amerikanischer Politiker (Demokratische Partei)
- Spruill, Steven G. (* 1946), amerikanischer Schriftsteller
- Sprukts, Jānis (* 1982), lettischer Eishockeyspieler
- Spruner von Merz, Karl (1803–1892), bayerischer General der Infanterie, Kartograph und Schriftsteller
- Sprung, Adolf (1848–1909), deutscher Meteorologe
- Sprung, Anna (* 1975), russisch-österreichische Biathletin
- Sprung, Franz (1815–1890), österreichischer Politiker
- Sprung, Gerold (* 1944), deutscher Politiker (SPD)
- Sprung, Hanns (1884–1948), deutscher Maler
- Sprung, Hans (1900–1982), deutscher Motorradrennfahrer
- Sprung, Hans Bernhard (1906–1963), deutscher Chirurg und Hochschullehrer in Dresden
- Sprung, Lothar (1934–2017), deutscher Psychologe
- Sprung, Paul (* 1991), deutscher Volleyballspieler
- Sprung, Peter (* 1979), deutscher Fußballspieler
- Sprung, Rainer (1936–2008), österreichischer Rechtswissenschaftler
- Sprung, Rudolf (1925–2015), deutscher Politiker (CDU), MdB
- Sprungala, Karl Walter (1957–2022), deutscher Schauspieler
- Sprungala, Martin (1962–2023), deutscher Historiker und Funktionär
- Sprungala, Pablo (* 1981), deutscher Schauspieler
- Sprunger, Ellen (* 1986), Schweizer Leichtathletin
- Sprunger, Janika (* 1987), Schweizer Springreiterin
- Sprunger, Julien (* 1986), Schweizer Eishockeyspieler
- Sprunger, Léa (* 1990), Schweizer Sprinterin und Hürdenläuferin
- Sprunger, Michel (* 1985), schweizerisch-italienischer Fussballspieler
- Sprunger, Noé (* 2000), Schweizer Unihockeyspieler
- Šprungl, Václav (1926–1993), tschechischer Maler und Grafiker
- Sprüngli, Daniel (1721–1801), Schweizer Ornithologe
- Sprüngli, David (1776–1862), Schweizer Zuckerbäcker und Chocolatier
- Sprüngli, Johann Jakob (1801–1889), Schweizer Pfarrer und Liederkomponist
- Sprüngli, Niklaus († 1802), Schweizer Architekt, Stadtbaumeister von Bern
- Sprüngli, Richard (1916–2013), Schweizer Unternehmer
- Sprüngli, Rudolf (1816–1897), Schweizer Konditor und ChocolatierRudolf Sprüngli (1816–1897)

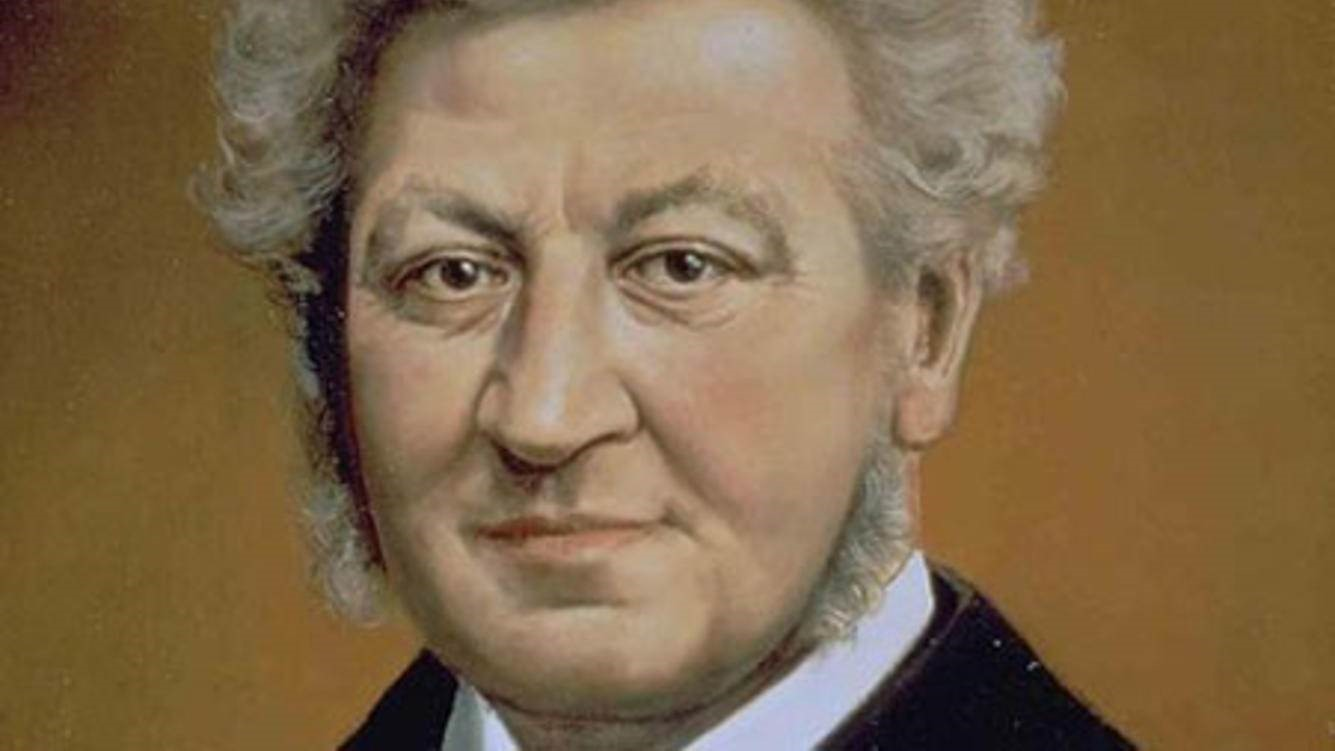
Rudolf Sprüngli (1816–1897)

- Sprüngli, Rudolph R. (1920–2008), Schweizer Unternehmer
- Sprunk, Helmut (* 1933), deutscher Ruderer
- Sprünken, Jan (* 1976), deutscher Basketballspieler
- Sprünken, Sandra (* 1985), deutsche Moderatorin, Schauspielerin und Improvisationstheater-ComedienneSandra Sprünken (* 1985)

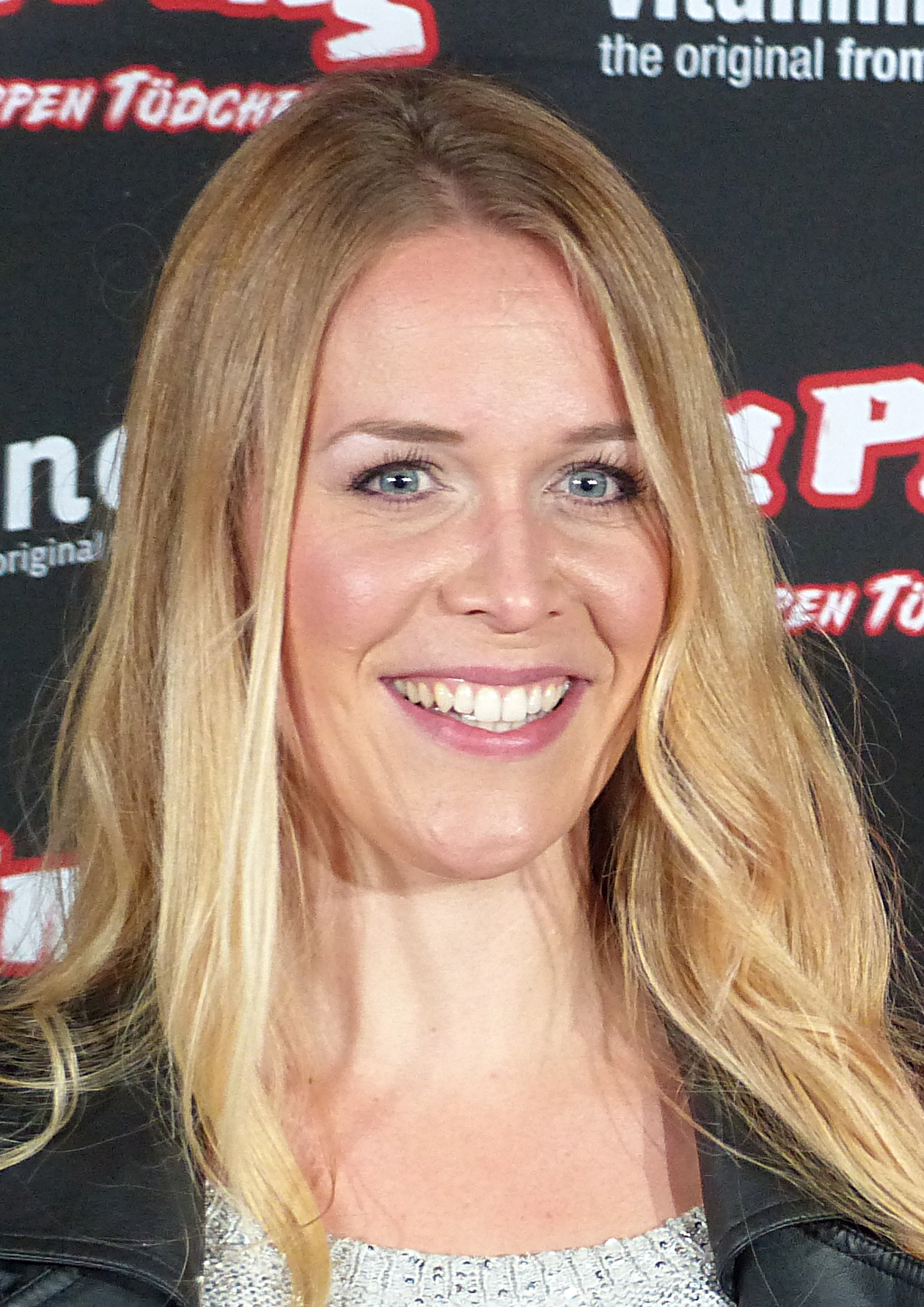
Sandra Sprünken (* 1985)

- Spruogis, Aleksandras (* 1963), litauischer Politiker
- Spruogis, Ernestas (* 1975), litauischer Richter
- Spruß, Nadine (* 1975), deutsche Schauspielerin
- Sprute, Bernhard (* 1949), deutscher bildender Künstler
- Sprute, Jürgen (1935–2009), deutscher Philosoph und Professor für Klassische Philosophie in Göttingen
- Spruth, Fritz (1895–1991), deutscher Bergwerksdirektor und Autor
- Spruth, Herbert (1900–1972), deutscher Jurist, Genealoge und Pommernforscher
- Sprüth, Monika (* 1949), deutsche Galeristin
- Spruth, Paul (1902–1971), deutscher Autor
- Spruyt, Joseph (* 1943), belgischer Radrennfahrer

### Spry
- Spry, Bailey (* 1995), US-amerikanische Schauspielerin
- Spry, Earl (* 1961), deutscher Eishockeyspieler
- Spry, Roger (* 1950), englischer Fußballtrainer
- Spry, William (1864–1929), US-amerikanischer Politiker